# Basilique Santa Maria Novella
L'église Santa Maria Novella, la première basilique de Florence, en Toscane (Italie), est située sur la Piazza Santa Maria Novella. 
Si Santa Croce demeure un ancien centre de culture franciscaine et si Santo Spirito abritait l'ordre des Augustins, Santa Maria Novella était pour Florence le point de référence d'un autre ordre mendiant important, les Dominicains.

## Histoire

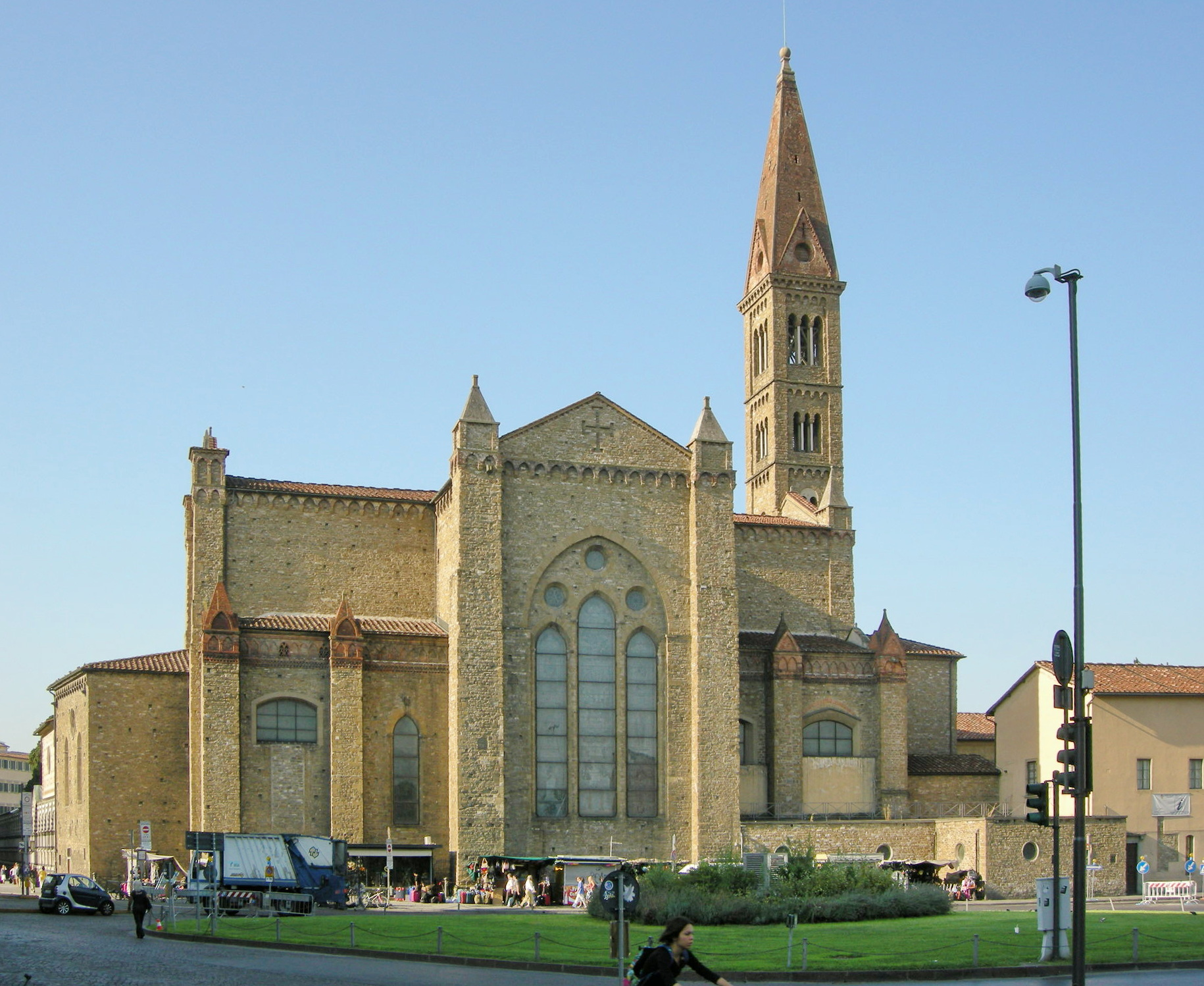
Vue de l'abside depuis la Piazza della Stazione.

En 1219, douze dominicains arrivent à Florence depuis Bologne, suivis du frère Giovanni de Salerne. En 1221, ils obtiennent l'oratoire Santa Maria delle Vigne, édifié sur le même emplacement au IXe siècle (d'où son qualificatif de Novella), ainsi nommée pour les terres agricoles qui l'entouraient, à l'époque hors les fortifications de Florence). Cette petite église, propriété des chanoines de la cathédrale Santa Maria del Fiore, a été consacrée en 1049 ou, selon d'autres sources, en 1094, bien que cette deuxième hypothèse soit plus probable, un document mentionnant cette date étant conservé dans les archives capitulaires de la cathédrale florentine. Quelques vestiges de l'ancienne église ont été retrouvés sous la sacristie actuelle, notamment les bases de certains piliers romans.
En 1242, la communauté dominicaine florentine décide de commencer les travaux d'un nouveau bâtiment plus grand, obtenant du pape l'octroi d'indulgences pour ceux qui ont contribué financièrement aux travaux dès 1246. Le 18 octobre 1279, lors de la fête de saint Luc, la cérémonie de la Posa della Prima Pietra (pose de la première pierre) est célébrée dans la chapelle Gondi avec la bénédiction du cardinal latino Malabranca Orsini, même si les travaux ont déjà commencé depuis quelque temps. La nouvelle église a une façade orientée au Sud. La construction est achevée au milieu du XIVe siècle. Le projet, selon des sources documentaires non certaines, serait due à deux  dominicains, les frères  Sisto da Firenze et  Ristoro da Campi, mais frère Jacopo Passavanti participe aussi à la construction, tandis que le clocher et une grande partie du couvent sont dus à l'intervention de frère Jacopo Talenti et de Benci di Cione Dami. L'église, bien que déjà achevée vers le milieu du XIVe siècle avec la construction du couvent adjacent, n'est cependant officiellement consacrée qu'en 1420 par le pape Martin V qui réside dans la ville.
Au début du XIVe siècle, le couvent Santa Maria Novella est :

« l’un des centres de la vie florentine. Foyer de vie intellectuelle, le couvent est une vraie université, déclarée depuis peu studium generale… Le couvent est aussi un centre de prédication fameux… À l’intérieur du couvent ce sont des échanges permanents entre les Frères théologiens, juristes, philosophes, artistes, prédicateurs, anciens missionnaires, tous bénéficient des compétences et des informations de leurs confrères »

— J.-M. Mérigoux
La pensée de Rémi de Florence diffusée à l’intérieur du couvent rayonne aussi sans doute sur la ville. Dante Alighieri, ami du couvent de Santa Maria Novella, bénéficie de la culture théologique qui s’y diffuse, et on admet qu’il aurait suivi certains cours de Rémi. Celui-ci est enseveli à Santa Maria Novella et son portrait se trouve peint à fresque dans le grand cloître.

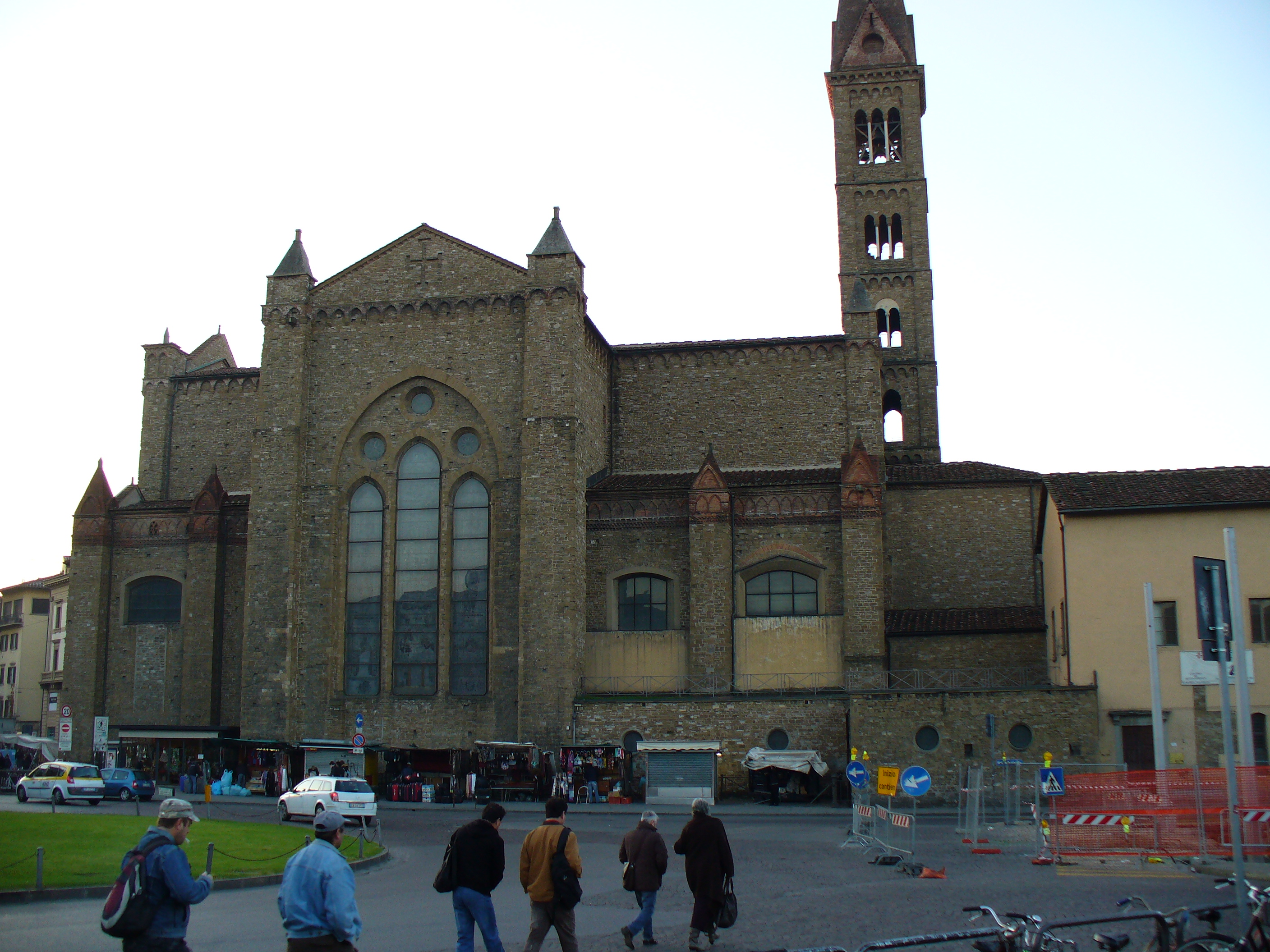
L'arrière de l'église du côté de la gare homonyme.

Commissionné par la famille Rucellai, Leon Battista Alberti conçoit le grand portail central, l'entablement et la finition supérieure de la façade en marbres blanc et vert, achevés en 1470. Après le Concile de Trente, entre 1565 et 1571, l'église est remodelée par Giorgio Vasari, avec la suppression de l'enceinte du chœur et la reconstruction des autels latéraux, ce qui implique le raccourcissement des fenêtres gothiques. La chapelle Gaddi est construite par Giovanni Antonio Dosio entre 1575 et 1577. Une autre modification a lieu entre 1858 et 1860 par l'architecte Enrico Romoli.
En octobre 1919, le pape Benoît XV l'élève au rang de basilique mineure.
Une importante restauration est réalisée en 1999 pour préparer le jubilé de l'an 2000, tandis qu'une restauration ultérieure de la façade a lieu d'avril 2006 à mars 2008.
Depuis mars 2001, le paiement d'un billet d'entrée est exigé pour la visite.

## Façade
La façade, aux motifs géométriques légers en marbres vert et blanc, date, dans sa partie inférieure, du milieu du XIVe siècle. Elle donne sur la Piazza Santa Maria Novella. Sur la droite s’étend un petit cimetière (fermé) où repose Domenico Ghirlandaio.

### Gothique préexistant
La façade en marbre de Santa Maria Novella est l'une des œuvres les plus importantes de la Renaissance florentine, bien qu'elle ait été commencée à des époques antérieures et définitivement achevée en 1920.
La première intervention a lieu vers 1350, lorsque le registre inférieur est recouvert de marbre blanc et vert grâce aux fonds d'un certain Turino del Baldese, décédé deux ans plus tôt. À cette occasion, les six tombes ou arches funéraires sont réalisées, ainsi que les deux portails latéraux gothiques et peut-être aussi, l'ornementation en marbre avec des carrés et des arcs en plein cintre jusqu'au premier bandeau, qui ressemblent à ceux du baptistère Saint-Jean de Florence. L'oculus supérieur est ouvert depuis 1367.
Les travaux sont par la suite interrompus et lors du concile de Bâle-Ferrare-Florence-Rome, qui se tient également dans le couvent à partir de 1439, la nécessité d'achever la façade est réaffirmée. Seulement vingt ans plus tard, le riche marchand Giovanni di Paolo Rucellai confie le projet à son architecte de confiance, Leon Battista Alberti.

### Intervention d'Alberti

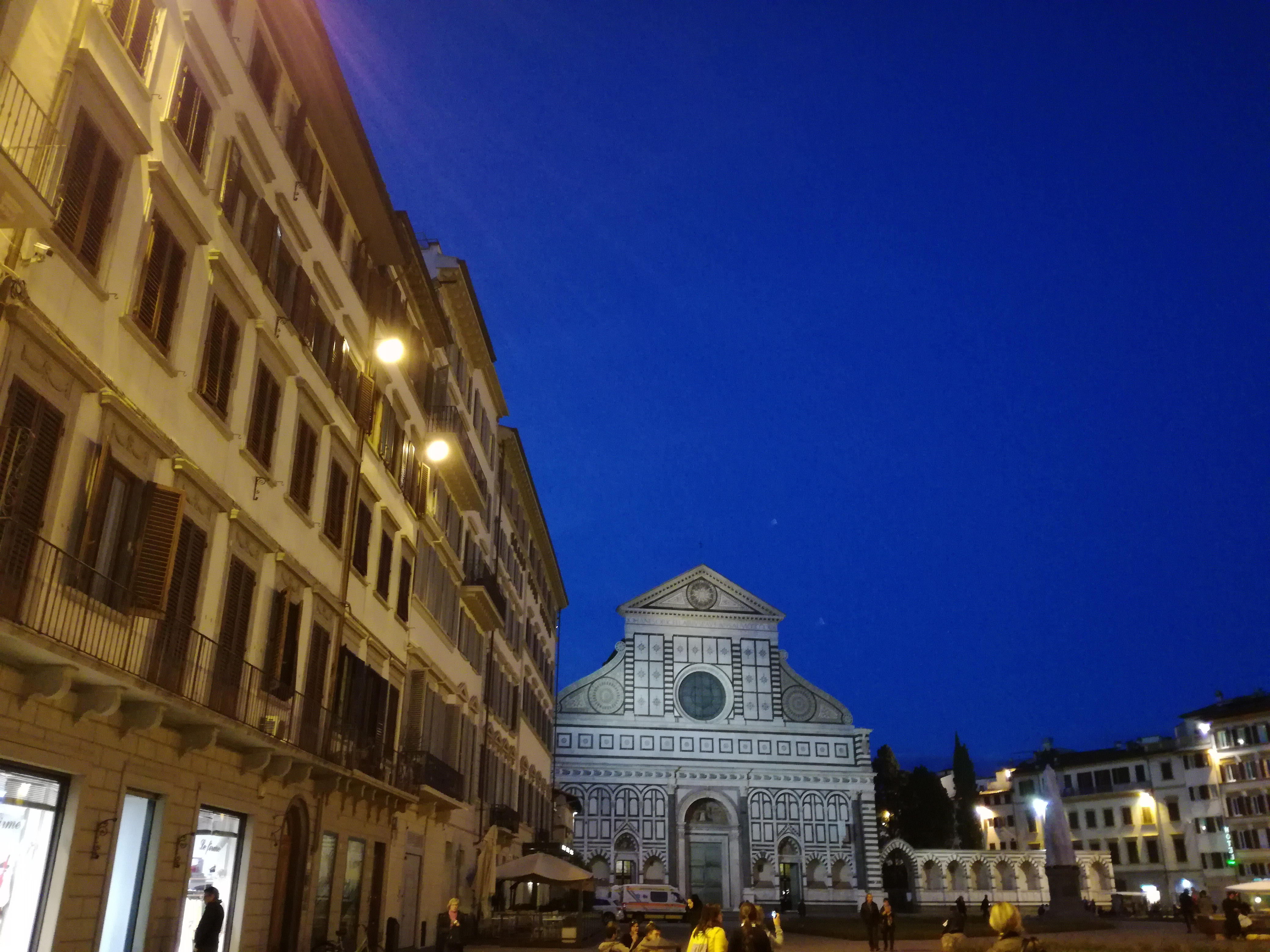
Piazza Santa Maria Novella avec la façade albertienne.

Leon Battista Alberti reprend l’œuvre en 1458 et marie harmonieusement éléments gothiques et Renaissance, ce qui en fait une des premières façades Renaissance au monde.
Entre 1458 et 1478, la partie restante est recouverte de marbre polychrome, s'harmonisant avec la partie déjà existante. La partie inférieure est laissée presque intacte dans sa structure médiévale, seul le portail classique est ajouté, inspiré de celui du Panthéon, encadré par le motif colonne-pilier, qui est rappelé, bien qu'avec une relation différente, également aux extrémités sur les côtés. Au-delà de l'entablement classique, large bandeau orné d'incrustations carrées, inspirées des attiques de l'architecture antique, sépare et relie les parties inférieure et supérieure.
La partie supérieure est influencée par la préexistence du grand  oculus, autour duquel Alberti installe, en position décalée, un grand rectangle tripartite, lié par des relations géométriques avec le reste des éléments de la façade. Elle est surmontée d'un tympan avec au centre le visage de l'Enfant Jésus inséré dans le disque solaire enflammé, emblème du quartier de Santa Maria Novella. Les deux volutes renversées sur les côtés, aux incrustations très fines, ont pour fonction de faire le lien avec la partie inférieure et masquent la différence de hauteur entre la nef centrale et les bas-côtés, nettement plus bas. C'est le premier exemple de ce motif architectural dans l'histoire de l'art, largement exploité par la suite. La volute droite n'a été recouverte de marbre qu'en 1920.
Sur l'architrave supérieure se dresse une inscription commémorant le bienfaiteur et une année symbolique d'achèvement, 1470 : IOHA (N) NES ORICELLARIUS PAV (LI) F (ILIUS) AN (NO) SAL (VTIS) MCCCCLXX («. Giovanni Rucellai, fils de Paolo, année 1470 »). L'élégante frise en marbre de l'entablement avec les « voiles avec les haubans au vent » n'est autre que l'emblème héraldique de Giovanni di Paolo Rucellai. Le même symbole, visible sur la façade du palais Rucellai et de la loggia Rucellai, ainsi que sur le tempietto del Santo Sepolcro de l'église San Pancrazio de Florence, apparaît également sur les piliers d'angle.
L'intervention d'Alberti s'est donc greffée sur les structures gothiques précédentes, mais il a pu unifier les parties nouvelles et anciennes grâce à l'utilisation d'incrustations de marbre, dérivées du roman florentin (baptistère Saint-Jean de Florence, basilique San Miniato al Monte, Badia Fiesolana). Cet héritage traditionnel est retravaillé selon la leçon classique et les principes de la géométrie modulaire, valorisant l'histoire du bâtiment et le contexte local.
Le schéma est cependant atténué par quelques légères asymétries, peut-être prévues par Alberti, peut-être dues à la main-d'œuvre locale. Le schéma précédemment établi n'est en fait pas modulé sur des correspondances mathématiques, il est donc probable qu'Alberti ait dû masquer le décalage entre les éléments verticaux de la partie inférieure et supérieure, précisément avec l'ajout du fascia de l'attique, dont les incrustations ne sont pas alignées avec les autres éléments.
Les principaux rapports modulaires sont :
- une ligne de base de l'église égale à la hauteur de la façade ;
- si la partie inférieure est exactement la moitié de la surface d'un carré de même dimension, la partie supérieure, par rapport au carré entre les volutes, équivaut à un quart ;
- en divisant à nouveau cette surface en quatre, on obtient des seizièmes de la surface qui inscrivent avec précision les volutes latérales ;
- un portail central qui fait une fois et demie sa largeur (rapport de 2/3) ;
- une hauteur de la bande charnière centrale égale à la largeur des portails latéraux, et est sept fois supérieure à la hauteur de l'ordre inférieur ;
- des côtés des carrés incrustés sur la bande centrale qui font le tiers de la hauteur de la bande elle-même et doublent le diamètre des colonnes de la partie inférieure ;
- le Sol Invictus représenté sur le tympan qui est le blason du quartier de Santa Maria Novella, mais aussi un symbole de force et de raison ; triomphe de la lumière sur les ténèbres, le diamètre du rond du Soleil est exactement la moitié du diamètre de la rosace (y compris le cadre) et est égal à celui des cercles des volutes.

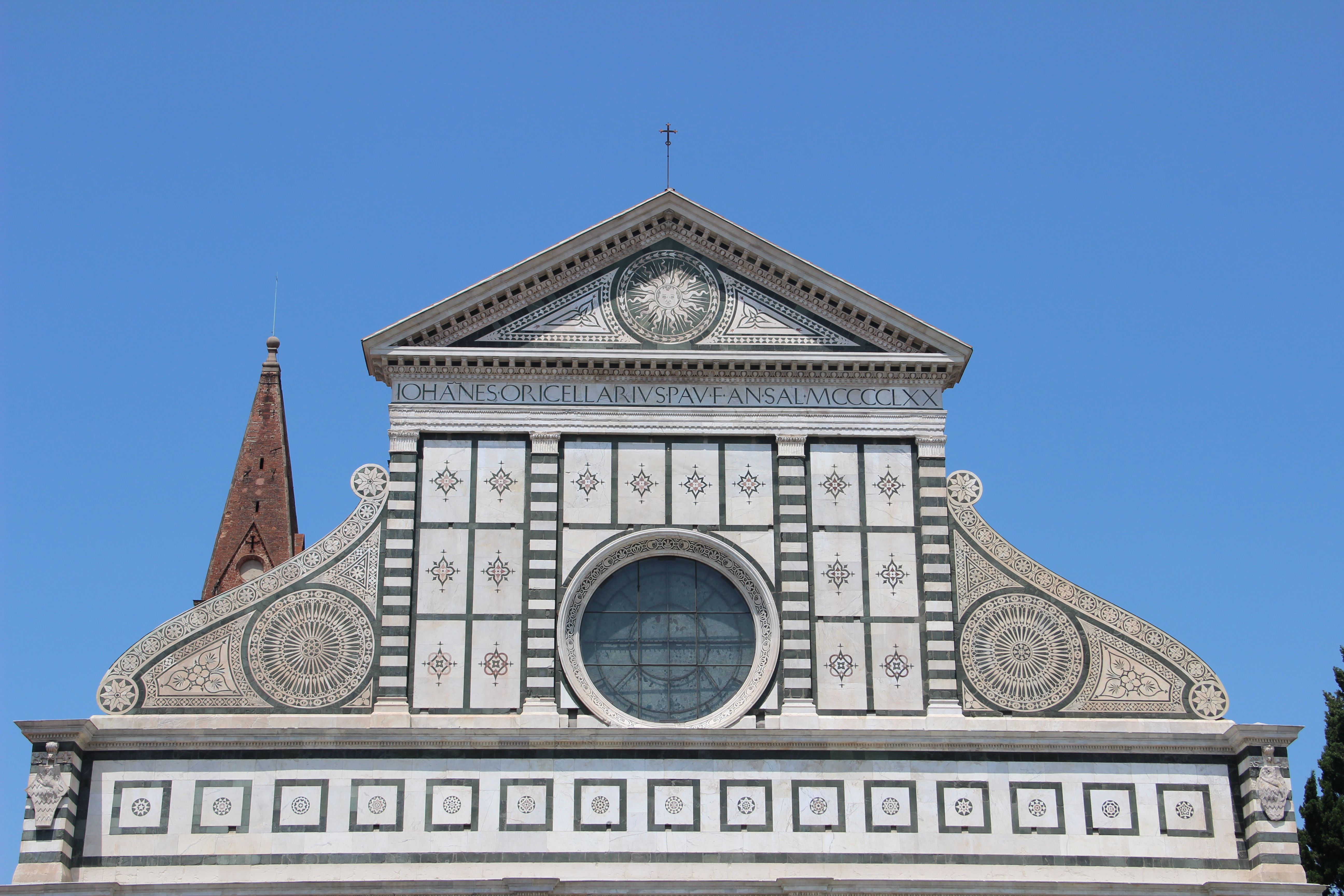
Détail de la façade.
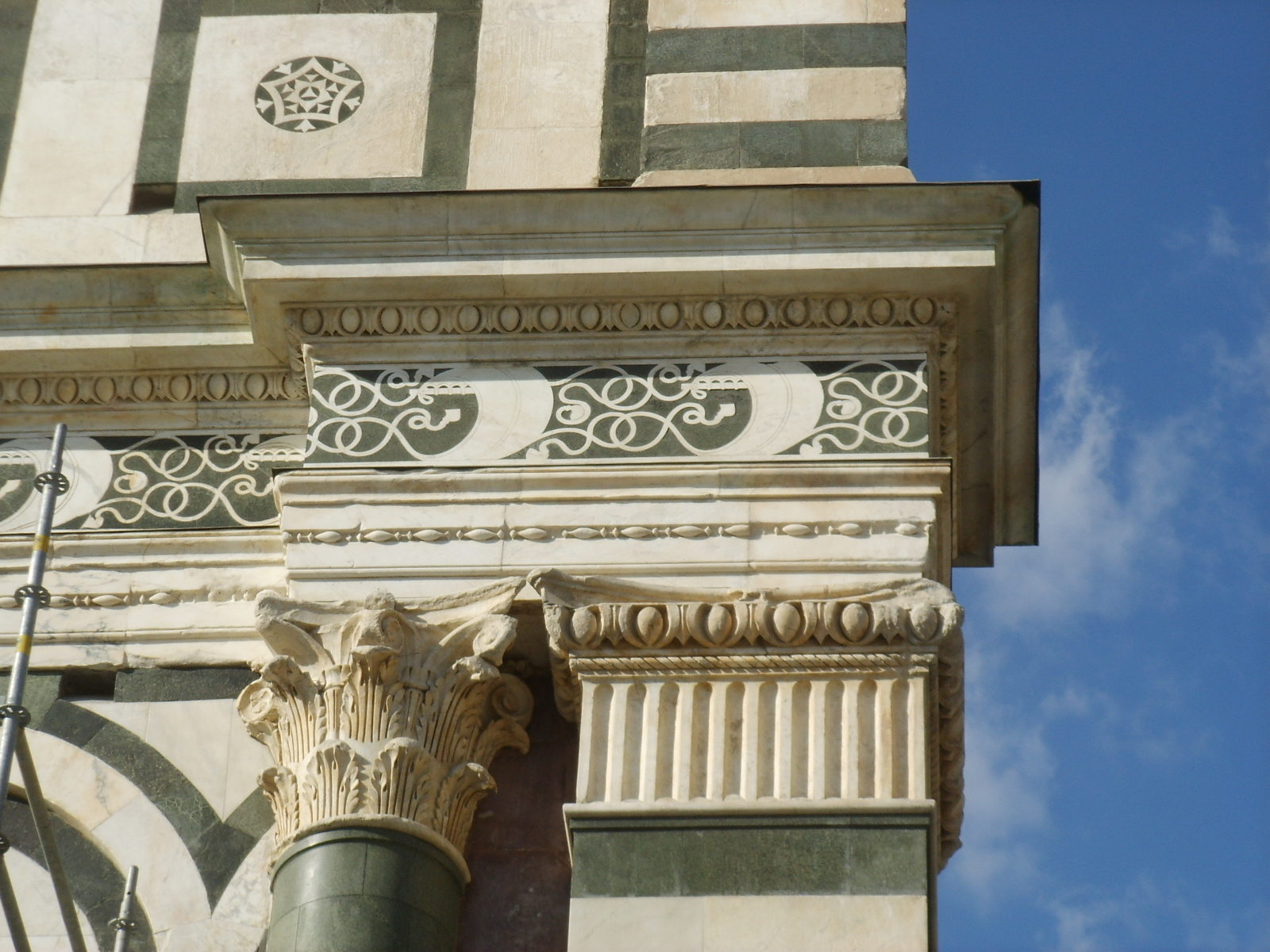
La voile Rucellai dans la frise.
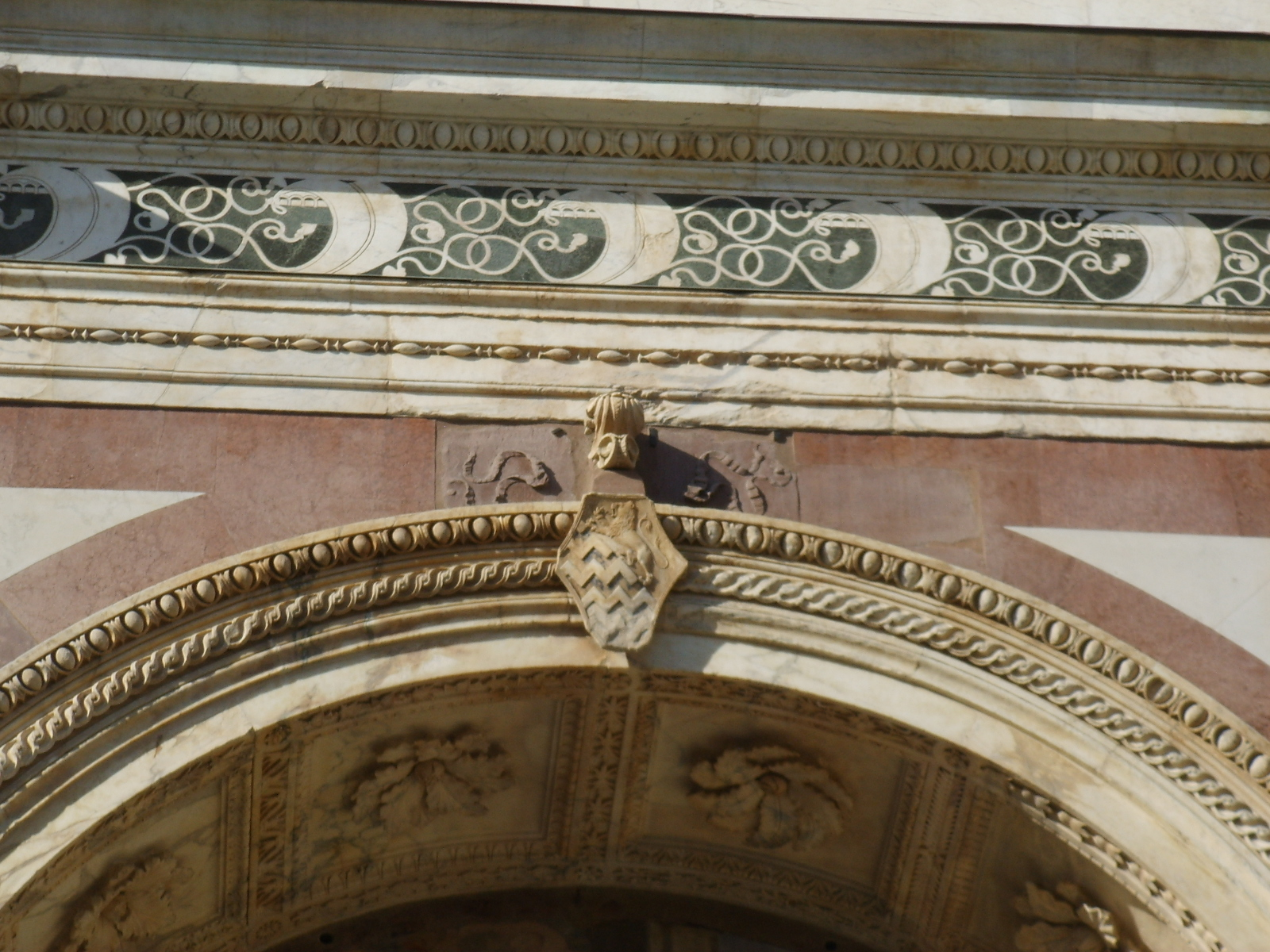
Armoiries Rucellai dans la clé de voûte.
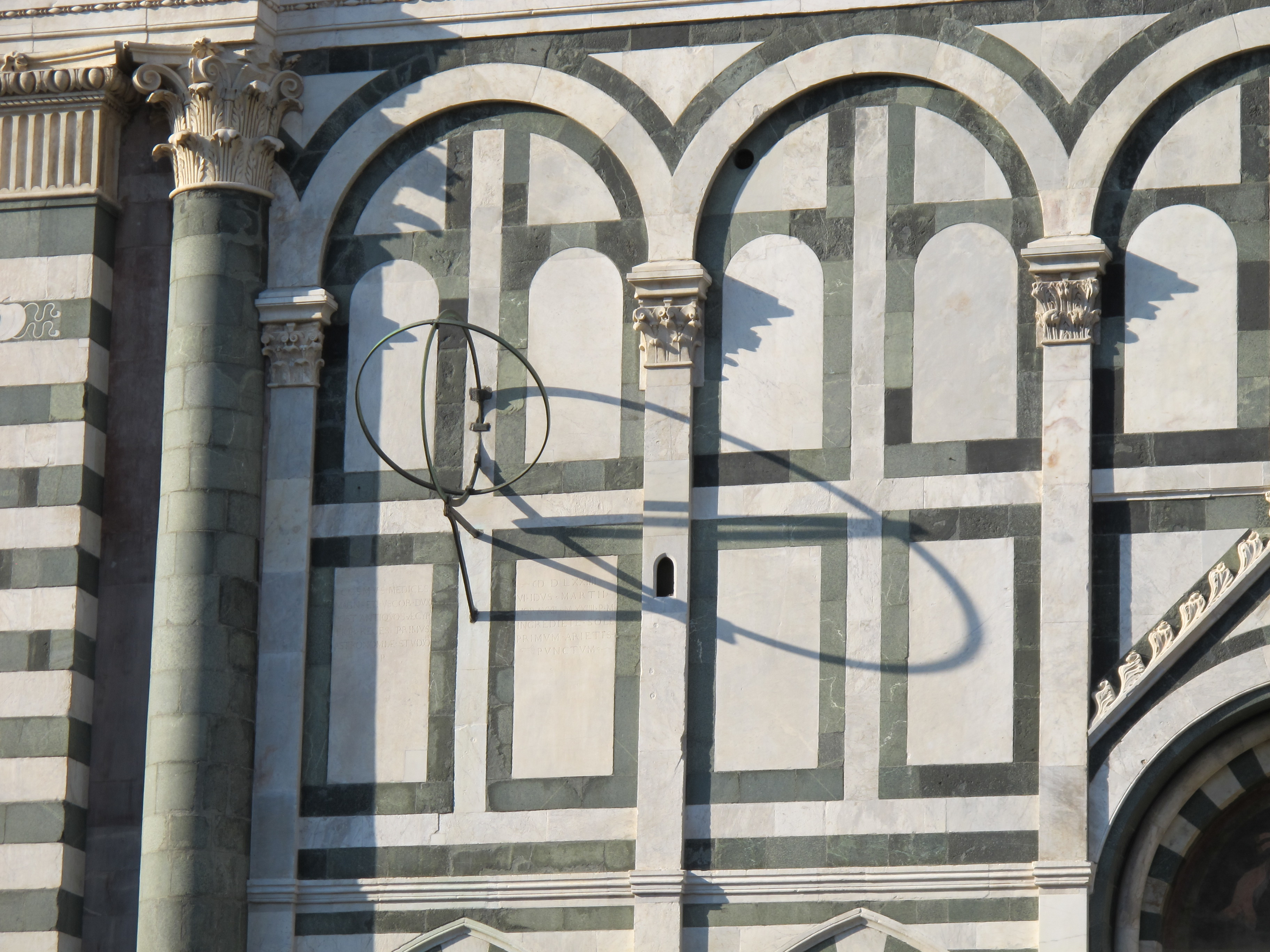
La sphère armillaire.

### Portails
Les lunettes au-dessus des portes ont été peintes par Ulisse Ciocchi entre 1616 et 1618. Celle du centre représente Saint Thomas d'Aquin priant devant le crucifix (au fond les armoiries des Rucellai et la procession dela Fête-Dieu, Corpus Domini, qui a commencé à Santa Maria Novella). Celles latérales représentent deux personnages de l'Ancien Testament traditionnellement liés à l'allégorie eucharistique : Aaron avec la manne, à droite, et Melchisédek avec les pains, à gauche.

### Instruments scientifiques
Sur la façade se trouvent également des instruments scientifiques ajoutés en 1572-1574 : à gauche une sphère armillaire en bronze, à droite un quadrant astronomique en marbre avec gnomon, œuvres du dominicain fra Ignazio Danti (1555-1586), astronome et cartographe grand-ducal. Grâce à ces instruments, le moine astronome a pu calculer exactement l'écart entre l'année solaire vraie et le calendrier julien, alors encore en usage depuis sa promulgation en 46 av. J.-C. Démontrant ses études avec une commission d'autres érudits à Rome auprès du pape Grégoire XIII, il obtint le réalignement des jours et la promulgation du nouveau calendrier grégorien, sautant dans une nuit en 1582 du 4 octobre au 15 octobre.

## Intérieur

### Architecture

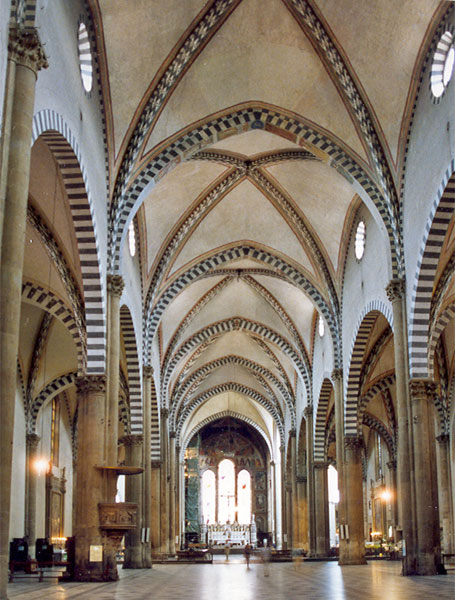
La nef centrale

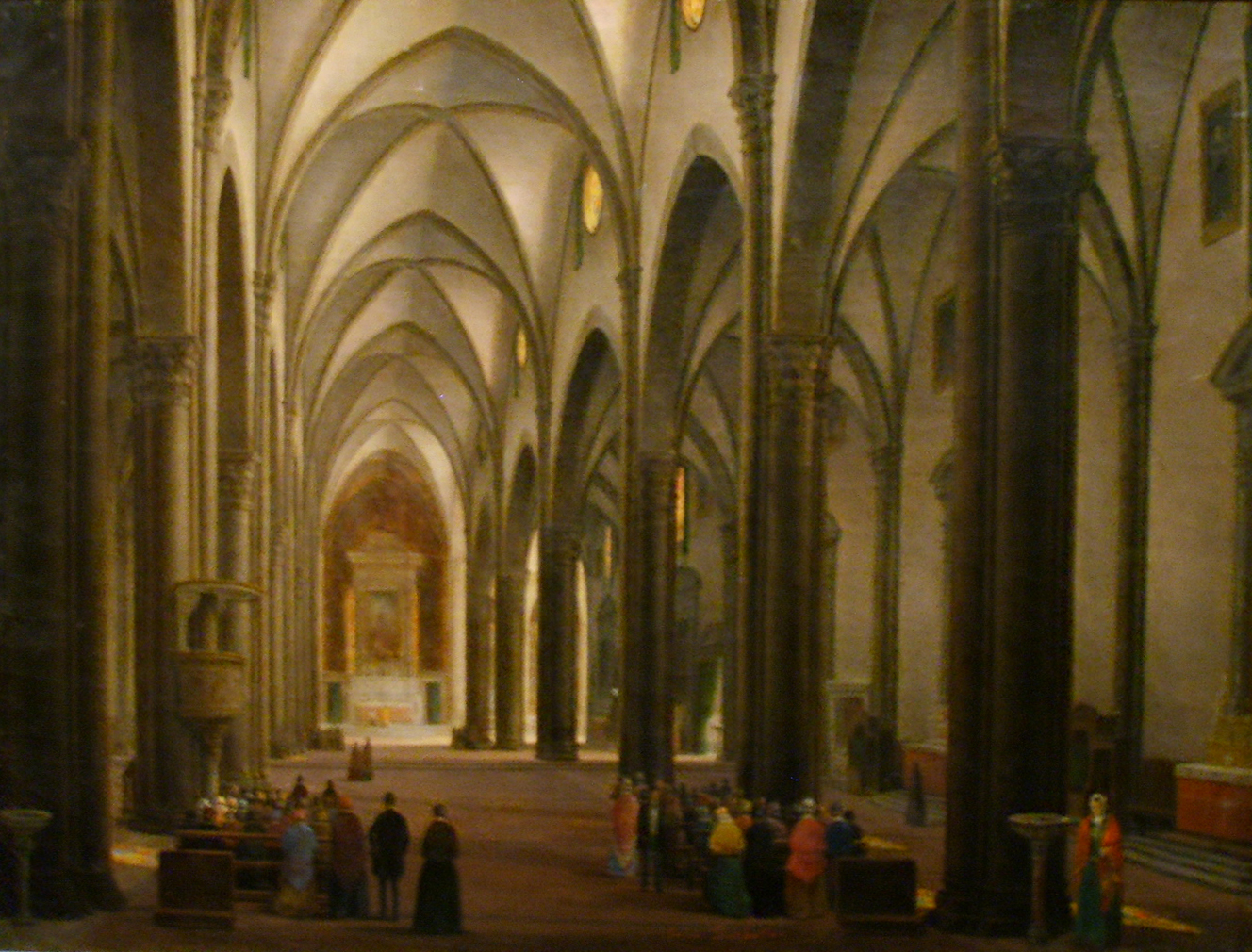
Intérieur de Santa Maria Novella, peinture de Fabio Borbottoni (1820-1902).

À Florence, elle est la seconde basilique, après la basilique Santa Trinita, à utiliser des éléments de l'architecture gothique, en particulier les caractères typiques de l'architecture gothique cistercienne. L'interprétation du nouveau style est très originale et sert d'exemple à un grand nombre d'édifices religieux ultérieurs. La basilique est longue de 99,20 mètres, large de 28,30 mètres alors que le transept mesure au maximum 61,54 mètres. Son plan en croix latine avec un chevet plat est divisé en trois nefs avec six amples travées qui se rétrécissent vers l'autel (11,50 m vers l'autel contre 15 vers la façade), donnant l'impression d'une longueur supérieure celle véritable. 
La toiture est constituée de croisées d'ogives à arcs brisés, décorées de bandes peintes bicolores noires et blanches, soutenues par des piliers polystyles, c'est-à-dire à section mixte. La largeur de la nef centrale et sa hauteur à la limite des possibilités statiques d'un tel édifice font que les bas-côtés semblent harmonieusement fusionnés en une seule très grande salle. Le jeu de lignes complexe des différents arcs des ogives confère un certain dynamisme à l'espace intérieur de l'édifice.
Une grande iconostase séparait autrefois le chœur, espace réservé aux religieux, des nefs longitudinales où prenaient place les fidèles, mais elle fut démolie entre 1565 et 1571, quand y travailla Giorgio Vasari sur la demande de Cosme Ier de Toscane. Dans la même période, les fenêtres à lancette unique le long de la nef ont été raccourcies, afin de laisser place à de nouveaux autels latéraux au fond. Jadis, le parterre accueillait  de nombreuses pierres funéraires, qui furent déplacées lors de la restauration de 1857-1861, et en partie placées entre les pilastres latéraux. Toujours au XIXe siècle, le maître-autel fut reconstruit, de style néogothique, et les vitraux et les autels latéraux furent remontés, donnant à l'église son aspect actuel.
Le Crucifix de Giotto di Bondone (daté vers 1290) est replacé depuis 2001, au fond de la nef principale, à une hauteur de 4,5 mètres, après douze ans de restauration, à l'endroit où il est susceptible d'avoir été jusqu'en 1421. Légèrement incliné vers l'avant, il est soutenu par une structure métallique suspendue, ancrée à un treuil qui permet de l'abaisser au sol.

### Vitraux
Les vitraux ont été réalisés entre les XIVe et XVe siècles. Parmi eux se distinguent notamment, la Vierge à l'Enfant et Saint Jean et Saint Philippe, tous deux conçus par Filippino Lippi, placés dans la chapelle Strozzi. La rosace qui s'ouvre sur la façade, qui représente le Couronnement de la Vierge avec une foule d'anges dansants et un cadre de Prophètes, a été réalisée sur carton attribué à Andrea di Bonaiuto, daté entre 1365 et 1367. La scène représente également le commanditaire, Tebaldino de' Ricci.

### Envers de la façade
Sur l'envers de la façade, la lunette du portail central expose La Nativité, fresque détachée du cercle de Sandro Botticelli. Dans celle du portail de gauche se trouve une Annonciation sur toile, la dernière œuvre de Santi di Tito, et dans celle de droite une fresque du XIVe siècle d'un artiste inconnu, avec une Annonciation surmontant la Nativité, l'Adoration des mages et le Baptême du Christ.

### Autels de la nef gauche

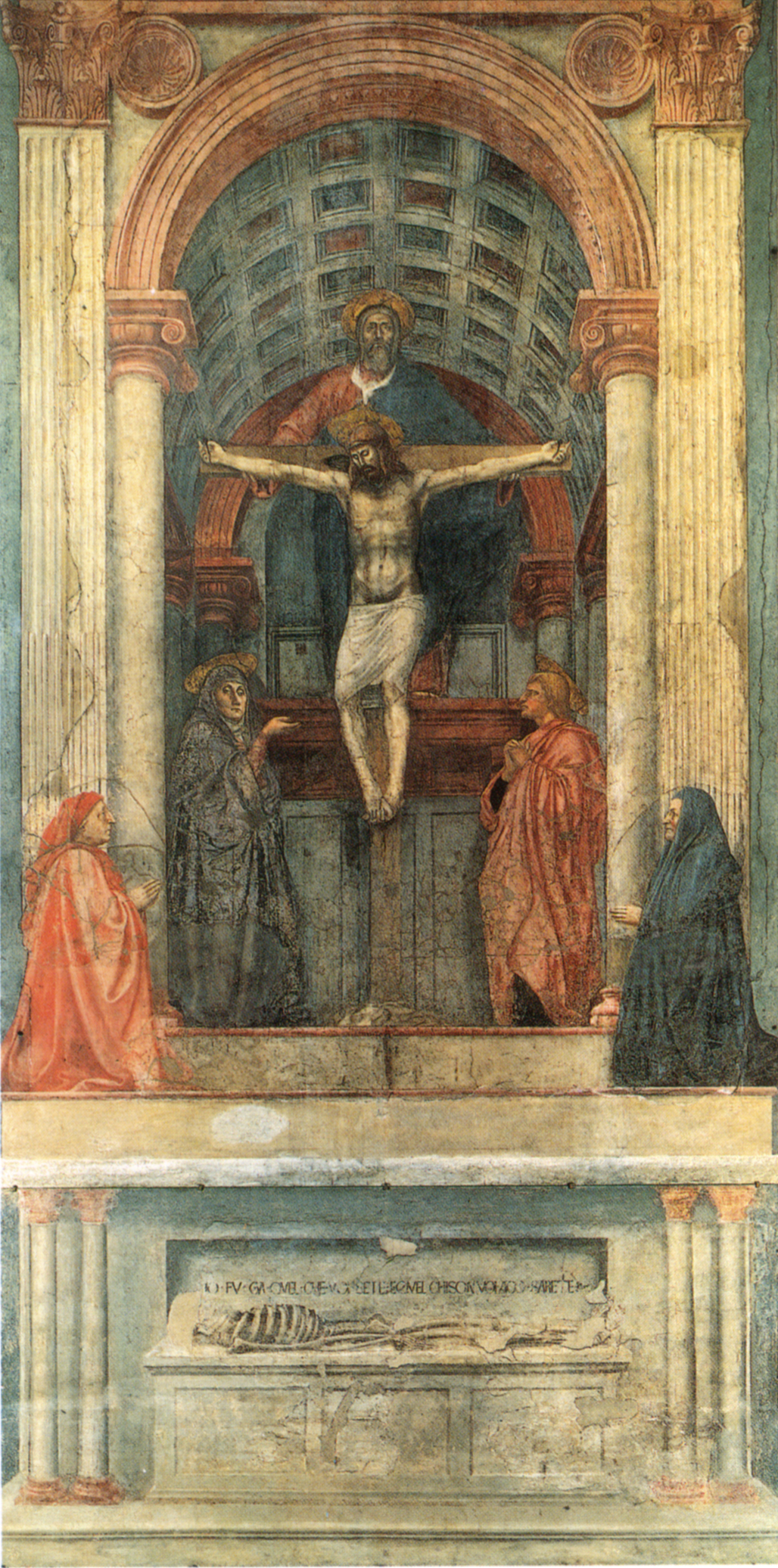
La Trinité de Masaccio modèle de « trône de grâce ».

Il y existe de nombreuses œuvres d'art très médiatisées, parmi lesquelles se distingue La Trinité de Masaccio en trône de grâce (1428), qui était cachée et recouverte, fut ensuite déplacée puis finalement remise en place après sa redécouverte (1861) et sa restauration (1952). Cette œuvre expérimentale sur l'utilisation de la perspective, à propos de laquelle Vasari a déclaré : «  Il semble que ce mur soit perforé  », constitue l'un des chefs-d'œuvre les plus importants de l'art de la Renaissance par la mise en œuvre des nouveaux canons stylistiques en peinture, à égalité avec les réalisations architecturales de Brunelleschi et les sculptures de Donatello. La scène sacrée se déroule dans une architecture classique monumentale, conçue avec un point de fuite réaliste à regarder d'en bas, tandis que la figure de Dieu tient la Croix du Christ, dans une attitude majestueuse, éloquente et solennelle. Une restauration récente a mis en évidence la possible collaboration de Filippo Brunelleschi dans le dessin de la perspective du fond. Même les figures des commanditaires, les époux Lenzi, agenouillés sur les côtés de la scène, représentent une nouveauté très importante, peintes pour la première fois grandeur nature, et non des petites figurines  de la perspective signifiante, et avec un réalisme remarquable au-delà duquel aussi leur signification brille par la religiosité et la dévotion. L'écriture sur le sarcophage est un memento mori.
Le premier autel est décoré par le retable de la Résurrection de Lazare de Santi di Tito, tandis qu'à droite se trouve le Monument au juriste Antonio Strozzi (1524), caractérisé par un sarcophage en marbre noir avec des décorations sculpturales conçues par Andrea Ferrucci mais réalisées par les élèves Silvio Cosini (pour la Vierge à l'Enfant) et Maso Boscoli (pour les anges).
Le deuxième autel présente la Samaritaine au puits d'Alessandro Allori (1575), à côté de l'Annonciation sur un panneau réalisée par le cercle de Bicci di Lorenzo, tandis que le troisième autel a été supprimé pour faire la lumière sur  La Trinité de Masaccio. Un peu plus à gauche se trouve Sainte Lucie et Donatrice de Davide Ghirlandaio, autrefois située dans la chapelle Rucellai. À proximité se trouve la chaire, sur l'avant-dernier pilier, commandée par la famille Rucellai en 1443 et conçue par Filippo Brunelleschi. Les quatre panneaux en bas-relief ont été réalisés par son fils adoptif et élève Andrea Cavalcanti dit Buggiano (1443-1448), où sont sculptées les Histoires de Marie, rehaussées d'or au XVIIIe siècle.
Sur le quatrième autel se trouvent la Résurrection et Quatre Saints de Giorgio Vasari et un peu plus loin, l'orgue du XIXe siècle, à côté duquel sont placés les mémoriaux funéraires des architectes Giuseppe del Rosso il Vecchio (mort en 1731) et par Zanobi del Rosso (mort en 1731). 
Le cinquième autel présente un retable en bois du XVIe siècle avec de petits panneaux de Saints et des Histoires de sainte Catherine de Sienne  de Bernardino Poccetti, et une statue moderne de la sainte, tandis que le sixième autel est décoré de Saint Hyacinthe et d'autres saints par Alessandro Allori (1596). À l'angle du transept se trouve un bénitier de l'école de Benvenuto Cellini.

### Autels de la nef droite

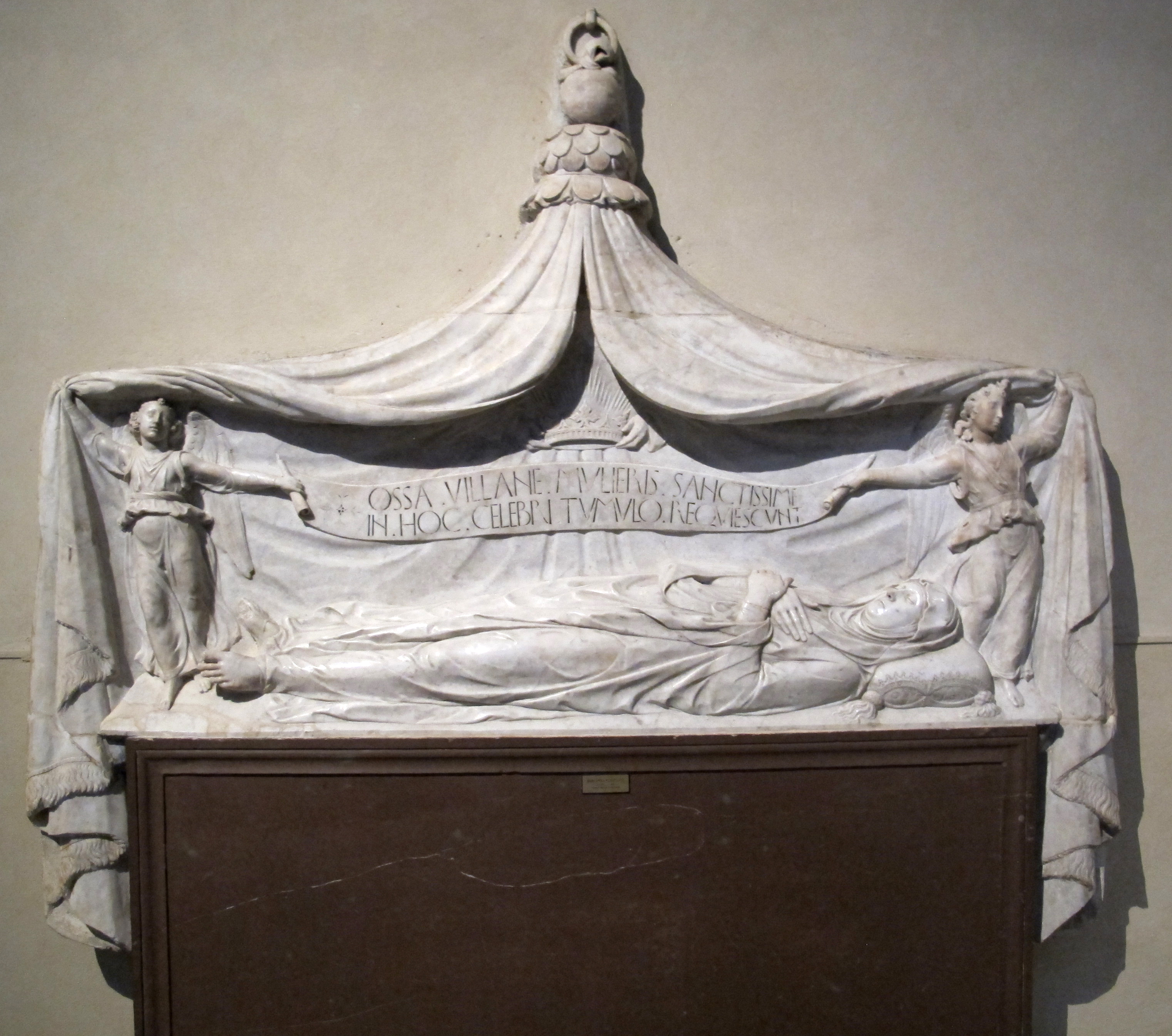
Tombeau de la bienheureuse Villana de' Botti, 1451

Près du premier pilier près de l'envers de la façade, sur une colonne rouge, se trouve le bénitier en marbre, une fabrication française de 1412. Sur l'autel qui correspond à la première travée se trouve la toile avec le Martyre de saint Laurent, œuvre de Girolamo Macchietti de 1573.
Au niveau du second pilier se trouve une Nativité de Giovanni Battista Naldini de 1577, tandis qu'à proximité se trouve le tombeau de la bienheureuse Villana de' Botti, fille du riche marchand Andrea di Messer Lapo delle Botti, morte en 1381, une importante œuvre de la sculpture de la Renaissance (1451) : le visage de la bienheureuse a été sculpté par Bernardo Rossellino, l'ange gauche par Antonio Rossellino et l'ange droit par Desiderio da Settignano.
Le troisième autel est surmonté de la toile de la Présentation au Temple, également de Naldini (1577). A proximité se trouve le Tombeau du bienheureux Jean de Salerne, une œuvre du XVe siècle dont l'effigie a été dispersée lors de la réorganisation de l'église en 1570 ; une nouvelle sculpture a été sculptée par Vincenzo Danti suivant le style du XVe siècle.
Dans la quatrième travée, un autre retable de Naldini, la Déposition se détache sur l'autel. Sur les côtés, le Monument à Ruggero Minerbetti, par Silvio Cosini (vers 1528-1530) est installé à gauche, et le Monument à Tommaso et Francesco Minerbetti de Medici (archevêque de Sassari) à droite, rénové dans la seconde moitié du XVIe siècle.
Le cinquième autel était utilisé par les compagnies du Pèlerin et du Temple et est décoré de la Prédication de saint Vincent Ferrer et du Rédempteur de Jacopo Coppi.
Le sixième et dernier autel, peu après une porte menant à la chapelle Della Pura, est décoré par Jacopo Ligozzi (1620-1623) d'un Saint Raymond ressuscitant un enfant. Le Monument funéraire de Giovambattista Ricasoli (mort en 1572), en marbre, dans le coin, est attribué à Romolo del Tadda.

### Transept
Le transept est traversé par un petit escalier qui mène aux autels et aux chapelles arrières, et qui remplace l'iconostase du chœur de la restructuration faite par Vasari de 1565-1571. Il est composé de trois travées à base carrée, d'une grande chapelle centrale, presque aussi large que toute la travée centrale, et de deux paires de chapelles arrière de la moitié de la largeur. Deux chapelles surélevées aux extrémités mènent également à la sacristie (à gauche) et à la chapelle Della Pura (à droite). Dans les clefs de voûte des croisées se trouvent des figures symboliques en pierre, sculptées et dorées au XIVe siècle.
Sur le côté droit se trouvent trois sépultures pariétales de grand intérêt, de haut en bas :
- Le tombeau de Tedice Aliotti, évêque de Fiesole, mort en 1336, attribué à Maso di Banco.
- Le tombeau de fra' Aldobrando Cavalcanti, évêque d'Orvieto mort à Florence en 1279.
- Le tombeau de Joseph patriarche de Constantinople, mort à Florence pendant le concile de Bâle-Ferrare-Florence-Rome en 1440, avec une peinture murale réalisée par un artiste florentin anonyme représentant le défunt entre deux anges.

Près des marches menant à la chapelle Rucellai se trouve la pierre tombale de Corrado della Penna, évêque de Fiesole mort en 1312, œuvre du cercle d'Arnolfo di Cambio.

### Chapelles du transept

#### Cappella Maggioreou chapelle Tornabuoni

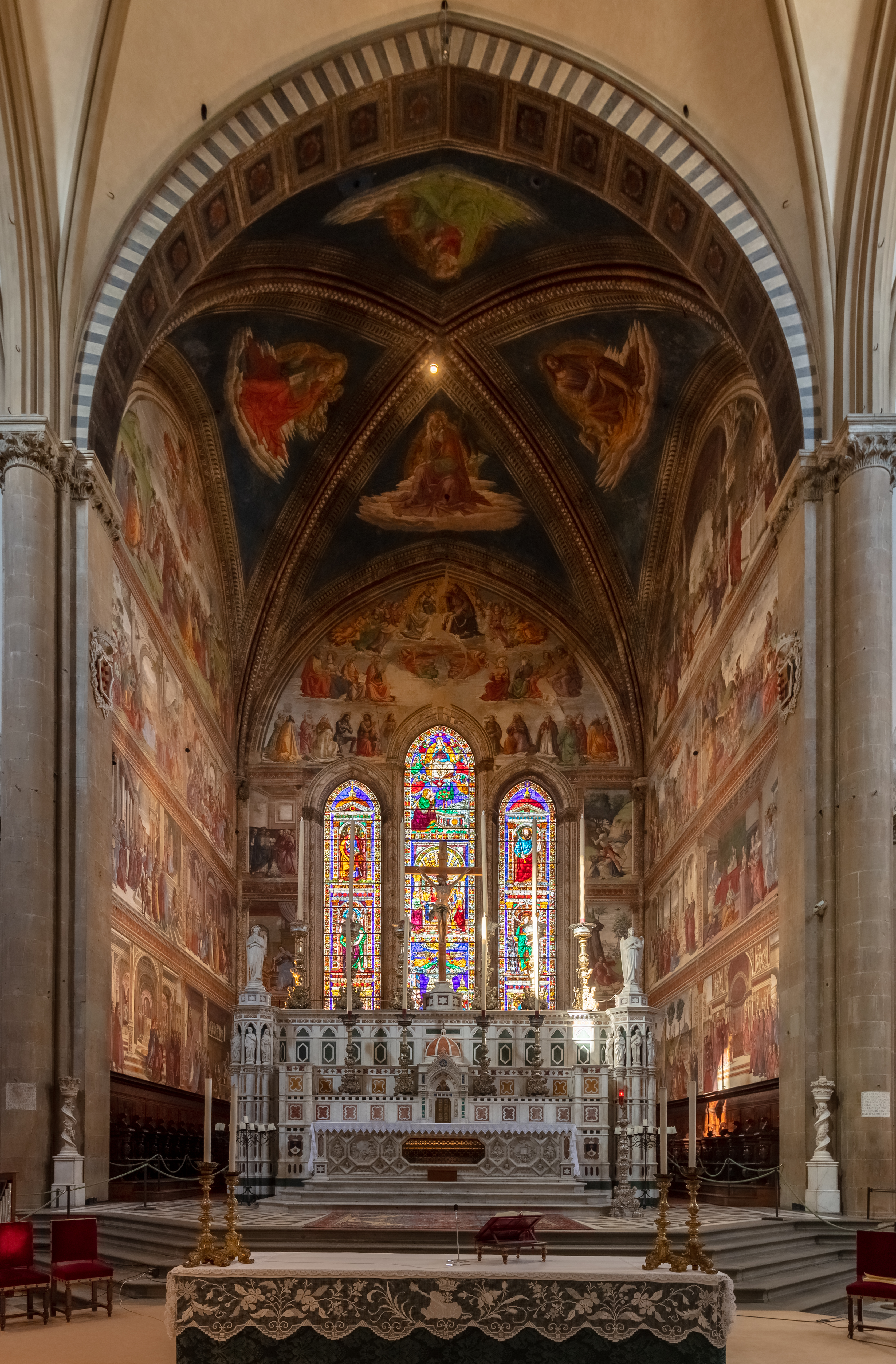
Vue de la Cappella Maggiore ou chapelle Tornabuoni.

La Cappella Maggiore ou Chapelle Tornabuoni est située au centre de l'église derrière l'autel principal. Le Crucifix central est une œuvre de Jean Bologne. Le chœur conserve un très important cycle de fresques de Domenico Ghirlandaio, sur lequel a probablement travaillé le très jeune Michel-Ange, alors dans son atelier. Des épisodes de la Vie de la Vierge et de saint Jean y sont représentés, se déroulant dans la Florence contemporaine et avec de nombreux portraits de mécènes et de personnalités florentines de l'époque, caractéristique typique de Ghirlandaio. Sur le mur du fond sont représentées les scènes de Saint Dominique brûlant les livres hérétiques, Le Martyre de saint Pierre, L'Annonciation et Saint Jean dans le désert .
Sur la voûte sont peints, dans quatre compartiments, les Évangélistes, avec leurs attributs traditionnels. Sur les parois sont traitées les scènes suivantes :
Paroi de gauche :
1. Joachim chassé du Temple ;
2. Nativité de Marie ;
3. Présentation de Marie au Temple ;
4. Mariage de Marie ;
5. Nativité et Adoration des mages (fresque presque entièrement perdue) ;
6. Massacre des Innocents (très endommagée) ;
7. (tympan) L'Assomption.

Paroi de droite : 
1. L'Ange apparaît à Zacharie dans le Temple ;
2. La Visitation ;
3. Naissance de saint Jean ;
4. Son Père lui donne le nom de Jean ;
5. Prédication de saint Jean ;
6. Saint Jean baptise le Christ ;
7. (tympan) Le Festin d'Hérode.

Les vitraux polychromes ont été réalisés en 1492 par Alessandro Agolanti d'après un dessin de Ghirlandaio.

#### Chapelles de droite

##### Chapelle de Filippo Strozzi

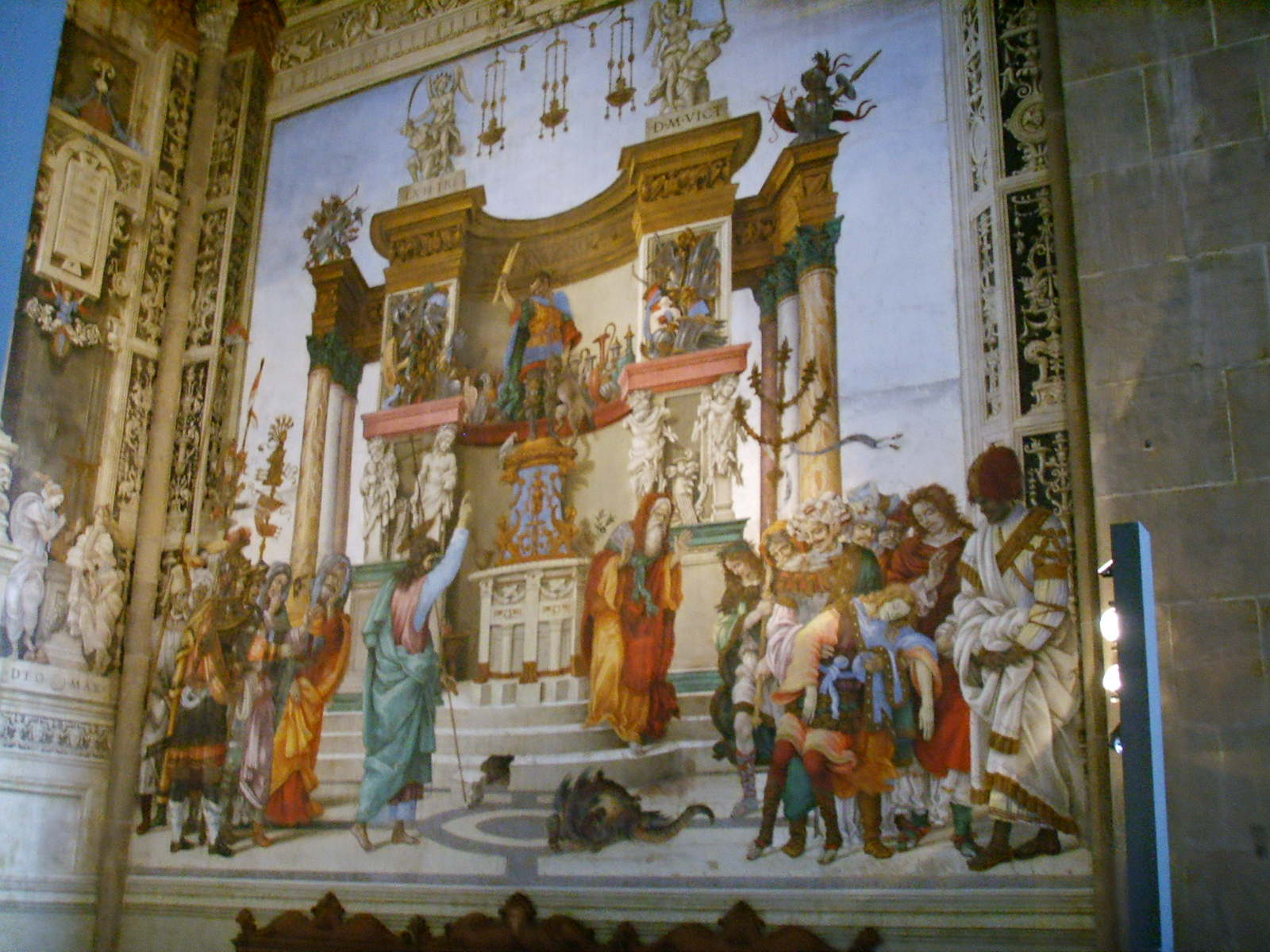
Chapelle de Filippo Strozzi, fresques de Filippino Lippi, Saint Philippe chasse le dragon du temple de Hiérapolis.

La chapelle de Filippo Strozzi, est située à droite de la chapelle centrale et conserve un extraordinaire cycle de fresques de Filippino Lippi, avec des Histoires de la vie de saint Philippe et de saint Jean (achevé avant 1502) : sur le côté droit Saint Philippe chasse le dragon du temple d'Hiérapolis et sur la lunette la Crucifiement de saint Philippe ; à gauche Saint Jean ressuscite Drusiana et au-dessus le Martyre de Saint Jean ; dans les lunettes de la voûte, Adam, Noé, Abraham et Jacob. Les scènes centrales des fresques, situées dans des architectures classiques imaginatives, sont d'une importance particulière : s'y déroule un affrontement entre la culture chrétienne et le paganisme, un sujet d'actualité brûlante à l'époque qui était la période du gouvernement de Savonarole. Derrière l'autel se trouve le tombeau de Filippo Strozzi, sculpté par Benedetto da Majano (1491-1495).

##### Chapelle Bardi

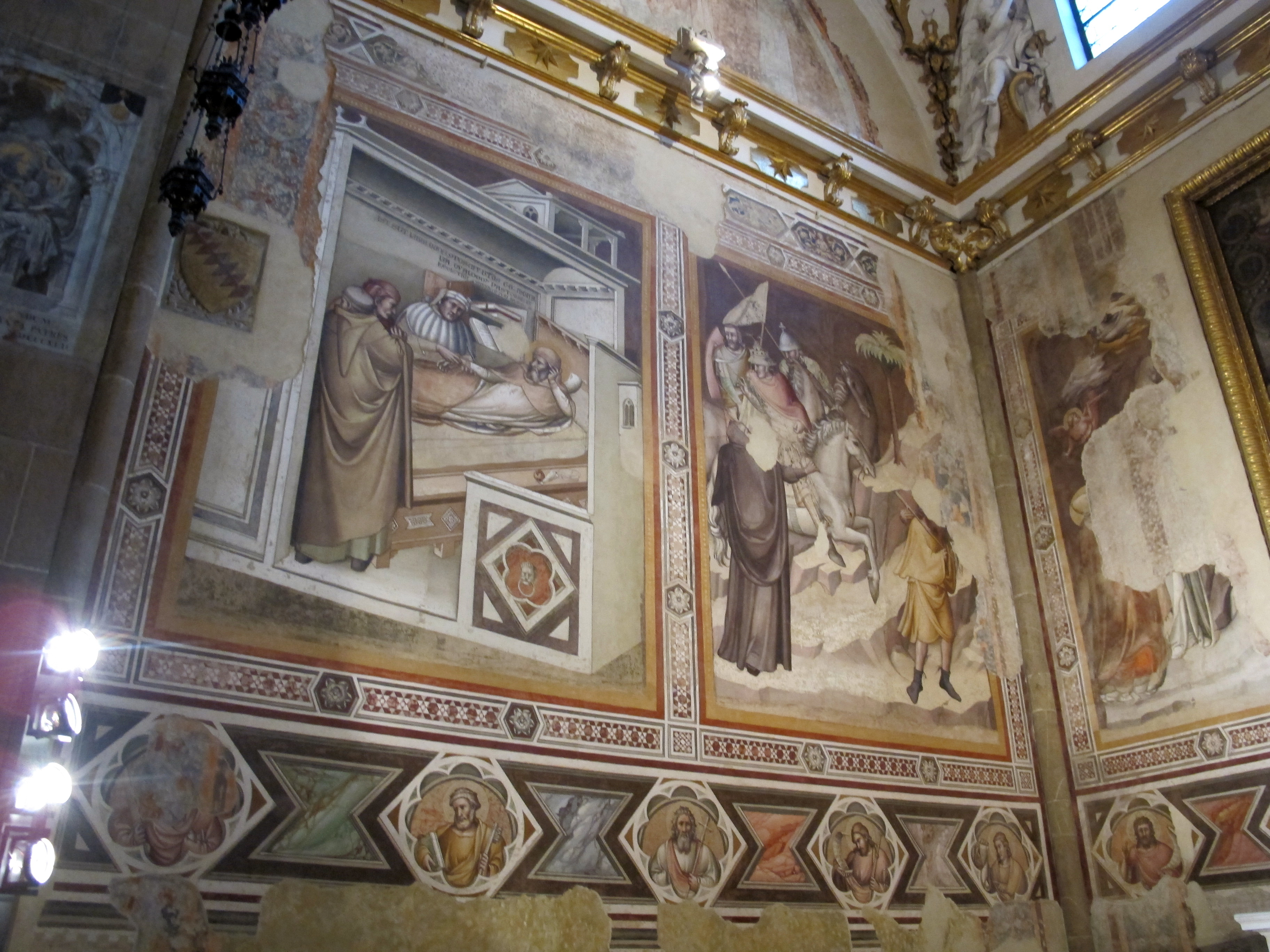
Chapelle Bardi, fresques attribuées à Dalmasio Scannabecchi.

La chapelle Bardi, dédiée à saint Grégoire Ier, est la deuxième à droite et appartenait à la Confrérie des Chantres (Compagnia della Laudi) de Santa Maria Novella. En 1335, le patronage passa à la famille Bardi di Vernio. Le bas-relief sur le pilier droit avec Saint Grégoire bénissant Riccardo Bardi et les fresques avec les Histoires de saint Grégoire pape, récemment attribuées au peintre bolonais Dalmasio Scannabecchi sont de cette époque. Une deuxième couche de fresques émerge des nombreuses lacunes qui interrompent la surface picturale, une décoration plus ancienne qui a été créée avec les lunettes déjà attribuées à Duccio di Buoninsegna. La Madone du Rosaire sur l'autel est de Giorgio Vasari (1568).

##### Chapelle Rucellai

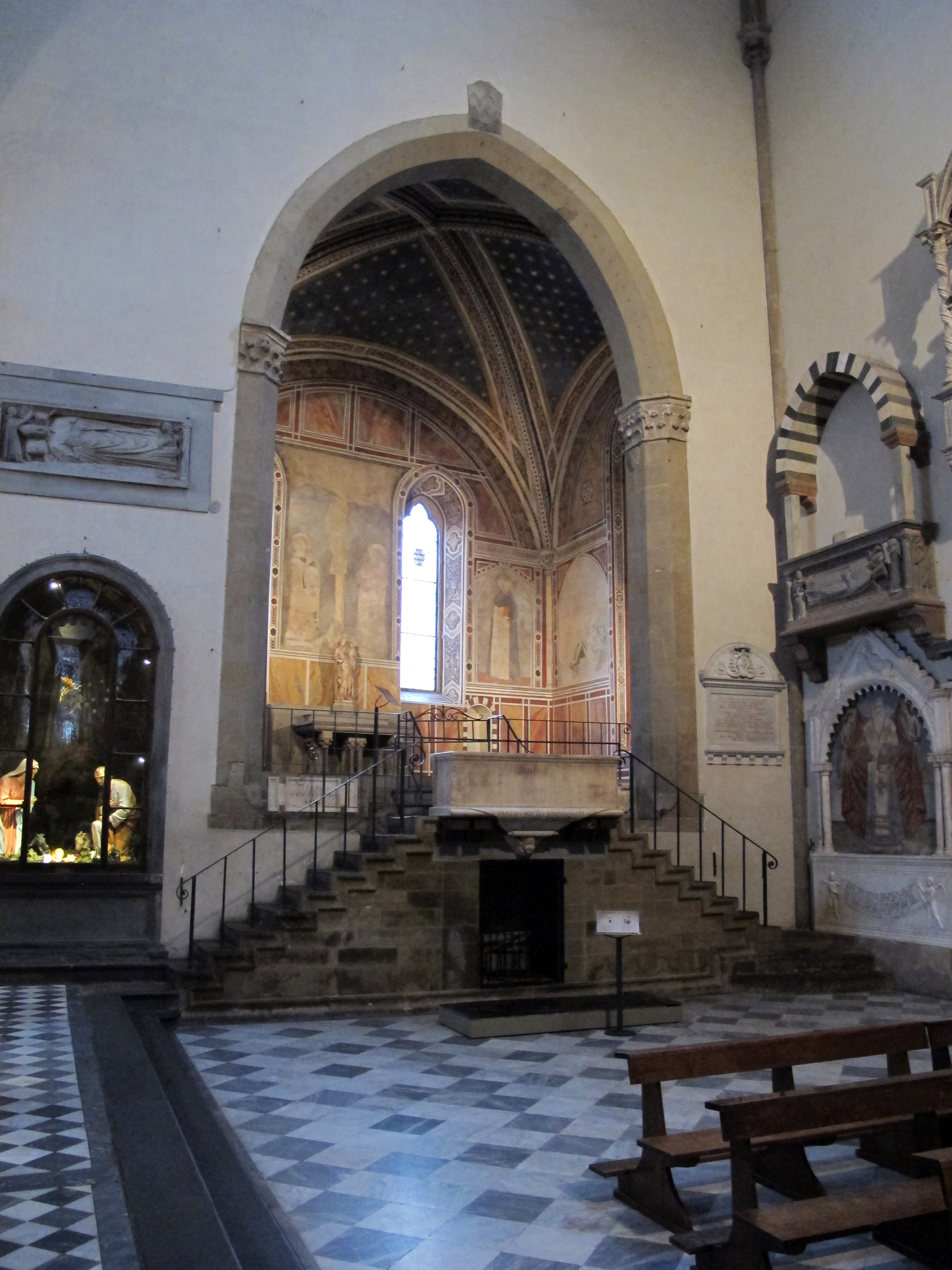
Chapelle Rucellai.

La chapelle Rucellai est située en position surélevée au bas du bras droit du transept et remonte au XIVe siècle. La statue en marbre de la Vierge à l'Enfant de Nino Pisano, date du milieu du XIVe siècle. Les fresques sont très endommagées et il ne reste que des fragments attribués au Maestro della Santa Cecilia (restaurés en 1989). Le panneau du mur de gauche avec le Martyre de sainte Catherine d'Alexandrie a été peint par Giuliano Bugiardini entre 1530 et 1540, avec l'utilisation partielle de dessins de Michel-Ange. La Madone Rucellai y était exposée (aujourd'hui au musée des Offices), qui tire en fait son nom de cette chapelle, même si ce n'était pas son emplacement d'origine. Devant la chapelle, sont situés le sarcophage de Paolo Rucellai et la  dalle sépulcrale de Fra' Leonardo Dati  de Lorenzo Ghiberti (1425).

#### Chapelles de gauche

##### Chapelle Gondi
À gauche de la chapelle principale se trouve la chapelle Gondi, conçue par Giuliano da Sangallo (1503), qui abrite le Crucifix de Filippo Brunelleschi, la seule sculpture en bois connue du grand architecte florentin. Selon une histoire rapportée par Vasari, Brunelleschi l'a sculpté en réponse au Crucifix de Donatello conservé à la basilique Santa Croce de Florence et défini par lui comme « primitif ». Les voûtes contiennent une série de fresques parmi les plus anciennes de l'église, du XIVe siècle, attribuées à des ouvriers gréco-byzantins. Le vitrail est récent et date du siècle dernier.

##### Chapelle Gaddi
Vient ensuite la chapelle Gaddi, de Giovanni Antonio Dosio (1575-1577), admirée par les contemporains comme la première chapelle florentine incrustée de marbre et de pierres semi-précieuses. Des peintures et des fresques de Bronzino et de son élève Alessandro Allori, ainsi que des bas-reliefs de Giovanni Bandini y sont exposés.

##### Chapelle Strozzi de Mantoue

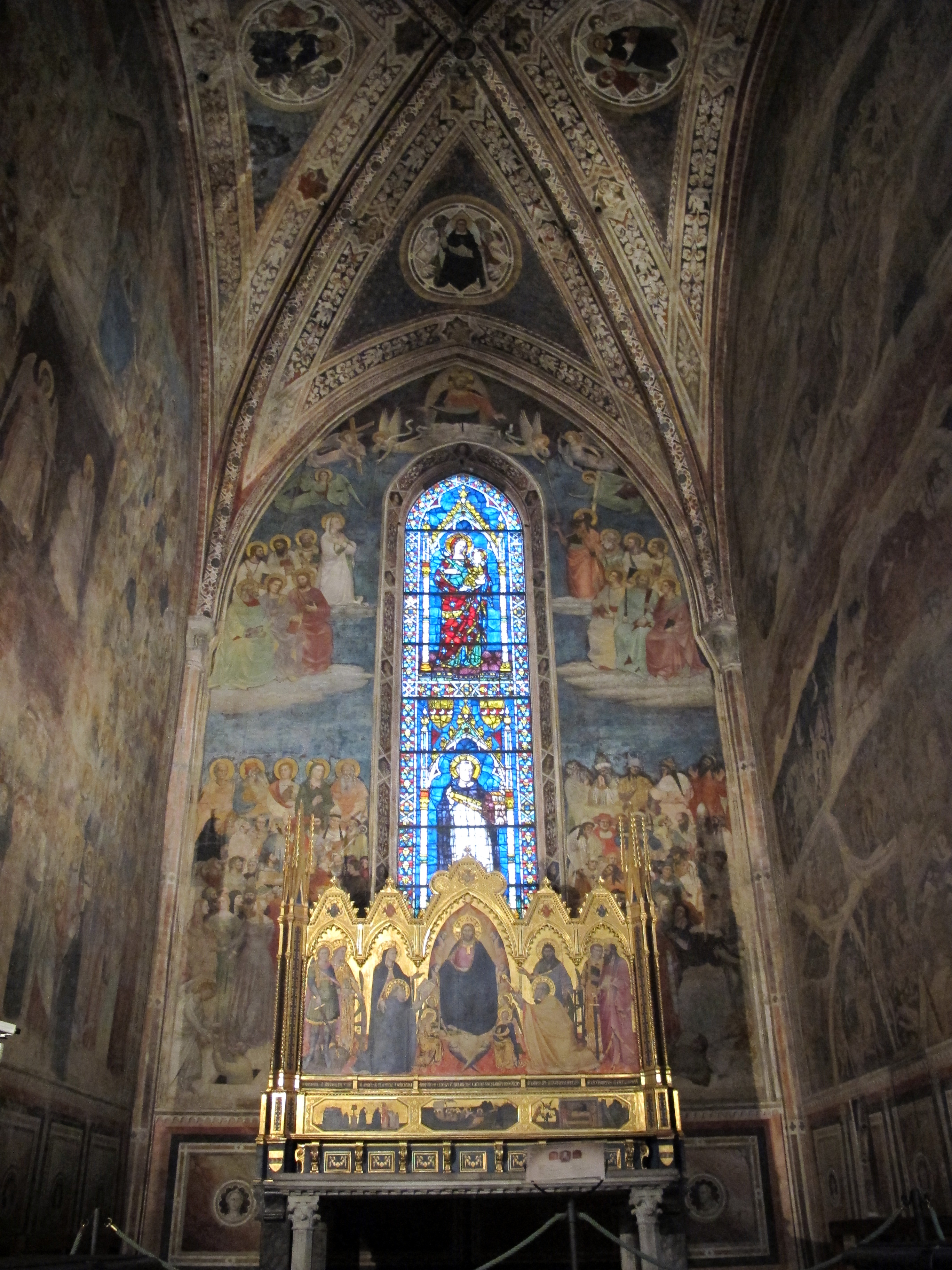
Chapelle Strozzi de Mantoue.

Au bout du bras gauche du transept, en position surélevée symétriquement à la chapelle Rucellai, se trouve la chapelle Strozzi de Mantoue, pour la distinguer de celle de Filippo Strozzi. Elle est également recouvert de précieuses fresques qui remontent à 1350-1357, parmi les meilleures œuvres de Nardo di Cione (frère d'Andrea Orcagna), et représentent les royaumes des cieux structurés selon la Divine Comédie de Dante Alighieri : sur le mur du fond, le Jugement dernier, où il y a aussi un portrait de Dante, l'Enfer à droite et le Paradis à gauche. Sur l'autel principal, est exposé le Rédempteur avec la Madone et les saints d'Andrea Orcagna. Nardo di Cione a également préparé le carton pour la fenêtre de la chapelle.
Sur le mur extérieur de la chapelle se trouve une horloge décorée de fresques ; est également lisible un distique d'Ange Politien. Non loin de là se trouve la chapelle du clocher à droite, avec les restes de décorations à fresque du XIVe siècle, un Couronnement de Marie à l'extérieur et un Saint Christophe à l'intérieur. Sur le mur gauche du transept, au-dessus des deux portes, une élégante salle conçue par Fabrizio Boschi en 1616 abrite le tombeau Cavalcanti.

### Orgues

#### Grand orgue
Dans la première moitié du XIVe siècle, deux petits orgues positifs sont construits par Fra' Simone de' Saltarelli pour accompagner le chant des religieux pendant les offices. Le premier grand orgue à tuyaux est construit en 1457 par Fra Giovanni Tedesco au-dessus d'une cantoria spécialement située dans l'avant-dernière travée du bas-côté gauche. L'instrument est remplacé en 1532 par un nouvel orgue et une nouvelle cantoria installée. L'instrument, dont la caisse est confiée à Baccio d'Agnolo, tandis que la partie phonique est confiée à Fra 'Bernardo d'Argenta, reprend quelques tuyaux de l'orgue précédent et est de l'ordre de 12'. L'orgue, qui reste presque inchangé pendant plus de deux siècles, est considérablement agrandi et modifié en 1821 par Giosuè Agati et reconstruit par Michelangelo Paoli à l'occasion de la Noël 1839. En prévision de la reconstruction de l'église menée par Gaetano Baccani, il est démonté en 1855 et réinstallé seulement en 1868. Son écrin est cependant vendu à Napoléon III, qui en fait don à l'église Saint-Pierre-Saint-Paul de Rueil-Malmaison, tandis que la cantoria d'origine, acquise par Albert de Saxe-Cobourg-Gotha, est actuellement conservée au Victoria and Albert Museum de Londres. L'instrument actuel est le résultat d'une restauration effectuée en 1920 par Daniele Paoli et est abrité au sein d'un ensemble architectural de style néogothique. Il est à traction pneumatique et possède deux claviers de 61 notes chacun et un pédalier de 30, et n'est pas fonctionnel.

#### Orgue de la chapelle Della Pura
Un orgue positif de procession construit en 1772 par Luigi Tronci se trouve dans la chapelle Della Pura. À transmission mécanique, il dispose d'un clavier unique de 45 notes avec une octave courte et d'un pédalier à octave courte de 9 constamment combiné avec le registre manuel et sans ses propres registres.

### Sacristie

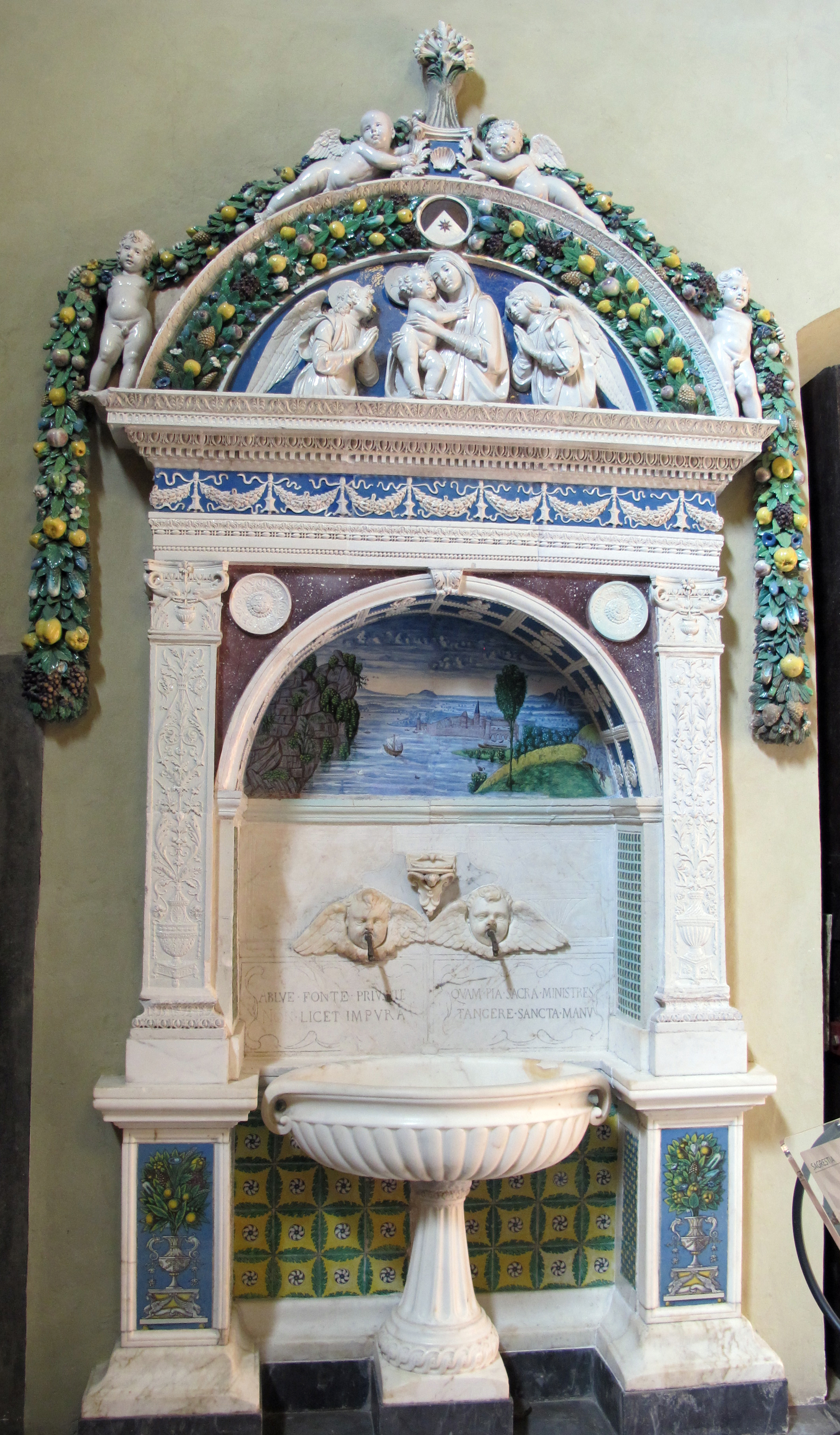
Giovanni della robbia, lavabo de la sacristie, 1499.

La sacristie s'ouvre sur le mur gauche du transept gauche et a été initialement construite vers 1380 comme chapelle de l'Annonciation en l'honneur de Mainardo Cavalcanti. Elle a été en grande partie rénové du XVIe au XVIIIe siècle. La structure gothique avec croisées d'ogives remonte au plan le plus ancien (bien que leur décoration remonte en grande partie aux rénovations du XIXe siècle) et les vitraux de la fenêtre à trois ouvertures sont de Leonardo di Simone d'après un dessin de Niccolò di Pietro Gerini (1386-1390).
Le lavabo en marbre et terracotta invetriata placé dans l'envers de la façade à gauche est une œuvre de Giovanni della Robbia (1498-1499), tandis que celui placé symétriquement à droite, en marbre polychrome, est l'œuvre de l'artiste de l'école de Giovanni Battista Foggini, Gioacchino Fortini. Les armoires avec portes dans le mur du fond ont été conçues par Bernardo Buontalenti et réalisées par le maître Lessandro di Luca Bracci da Pelago en 1582-1584, avec des peintures du XVIIe siècle de Gabriel, L'Annonciation et les Saints Dominique et Thomas d'Aquin. Sur l'envers de la façade, au-dessus de l'entrée, le  crucifix  en bois est une œuvre de Maso di Bartolomeo (1425-1450).

## Tombes et cimetière
Les voûtes de la basilique sont des niches en arcosolium servant d'arches sépulcrales, que l'on retrouve à la fois dans la bande inférieure de la façade et, dans le prolongement, dans l'enceinte du petit cimetière à droite, le long de la rue qui en tire son nom, via degli Avelli.
Dans l'une de ces tombes, Boccace a mis en scène un récit du Décaméron (VIII 9). Dans la troisième voûte le long du mur droit de l'église à partir de la façade, est enterré le célèbre peintre Domenico Ghirlandaio dont le portrait a été autrefois peint sous l'arc. Les autres arcades abritaient aussi souvent des peintures, principalement des figures de saints, mais ces décorations ont presque toutes été perdues. À la base des tombes se trouvent les armoiries de certaines des familles les plus importantes de la ville avec la croix du « peuple » de Florence au centre, sculptées en boucliers de taille égale par paires pour chaque tombe, avec une petite réplique dans la clé de voûte de l'arc en ogive. La maison de Médicis, les Alberti, les Corsini, la famille Acciaiuoli, la famille de Gondi, les Panciatichi, entre autres, figurent parmi les familles représentées.
Les tombes étaient de véritables lieux de sépulture, donc, n'étant pas enterrées, des odeurs se dégageaient parfois des fissures, raison pour laquelle la via degli Avelli avait mauvaise réputation : un dicton toscan dit « puzzare come un avello  » (« sentir comme une tombe »). La route était à l'origine très étroite et ce n'est qu'avec les travaux du Risanamento de 1867 qu'elle a pris le tracé actuel, goudronnée et piétonne depuis les années 90 du XXe siècle.
Le petit cimetière, dont les cyprès n'ont été plantés qu'au XIXe siècle, s'ouvre à droite de la basilique, dans un terrain utilisé comme lieu de sépulture jusqu'à la fin du XIXe siècle (entrée gratuite). Dans l'enceinte intérieure on retrouve le motif des pierres tombales aux armoiries sculptées, même si ici les dalles utilisées sont en pietra forte et en moins bon état que dans les arches extérieures.

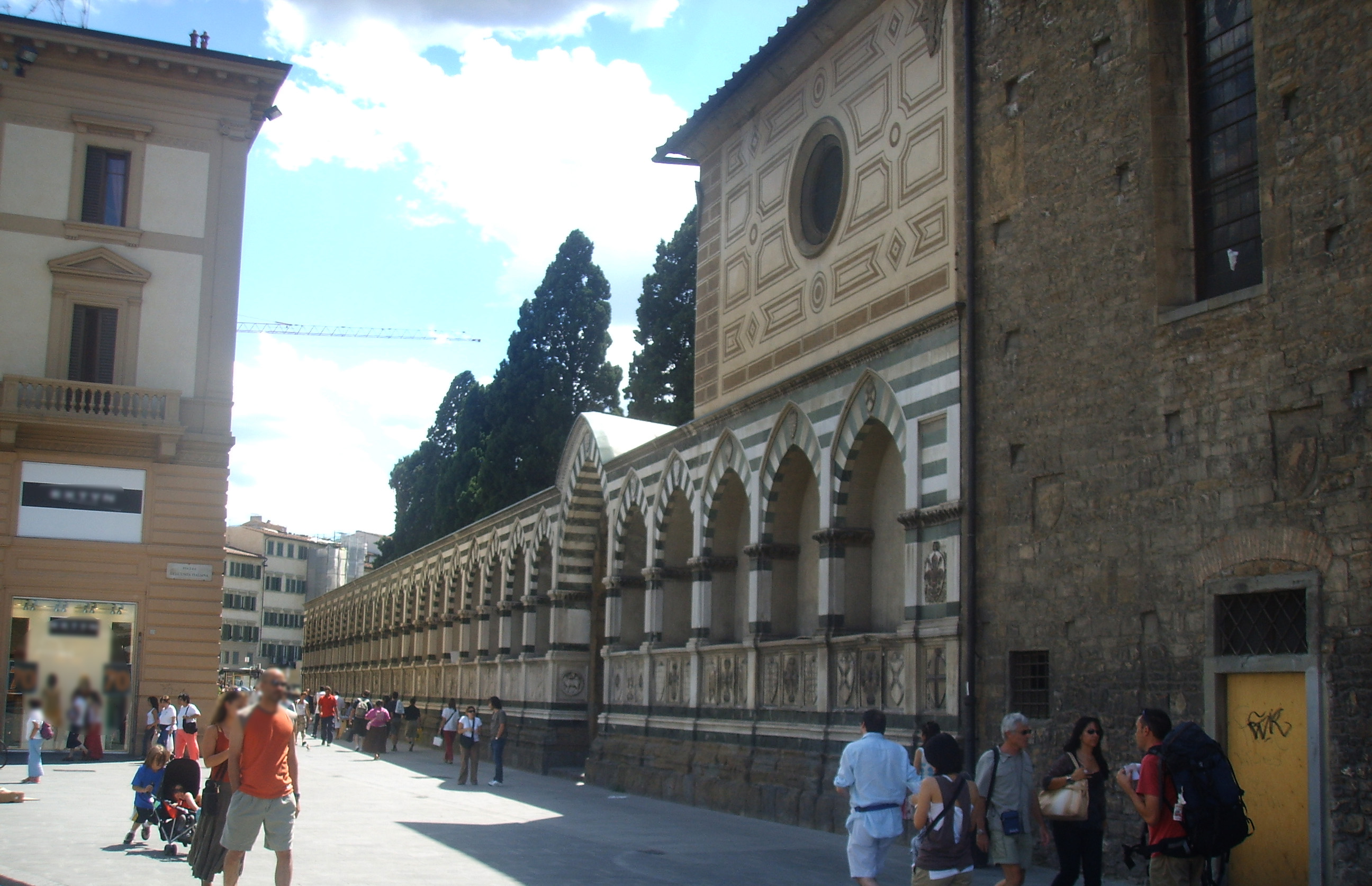
Via degli Avelli.
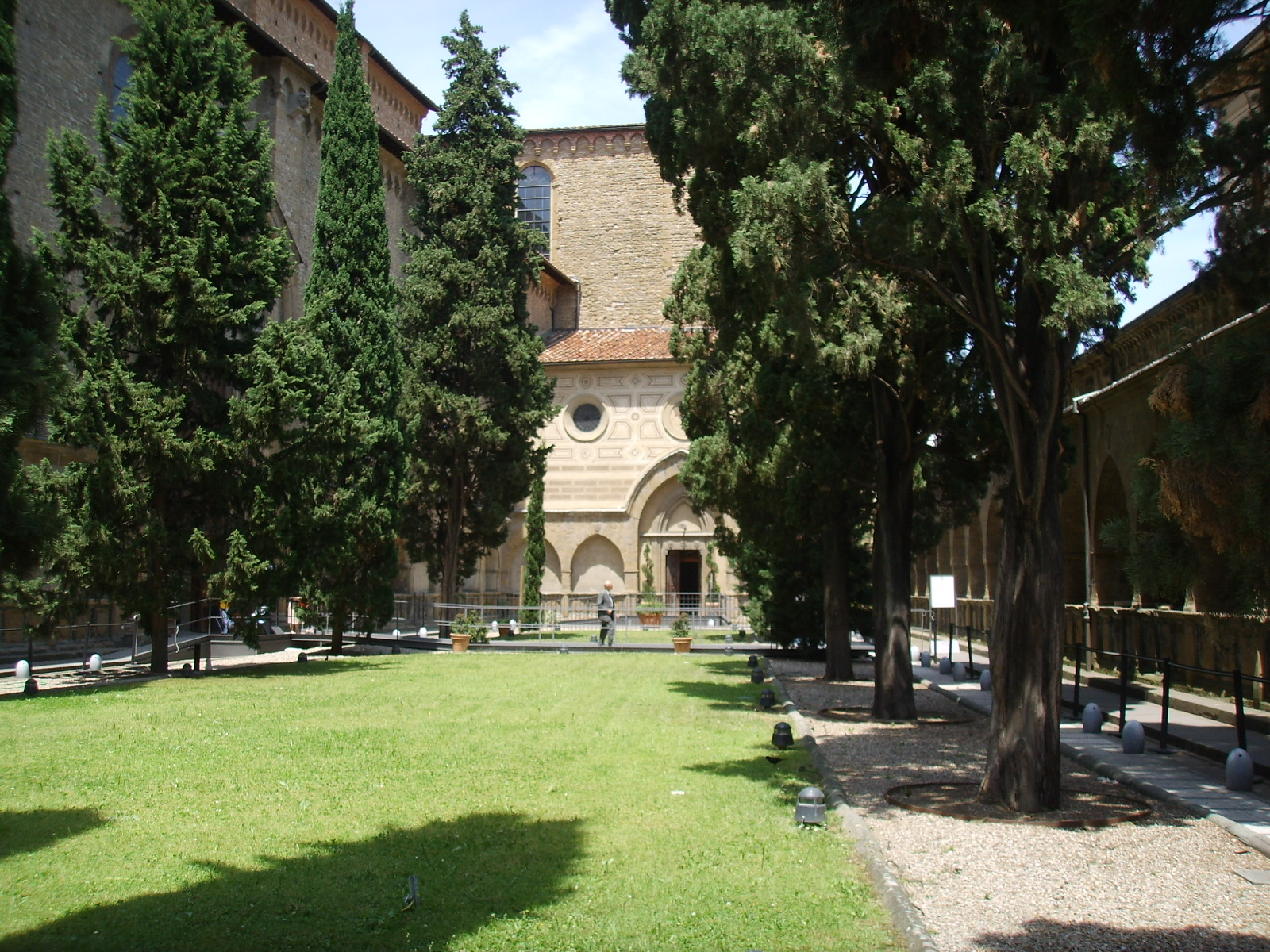
Le cimetière.
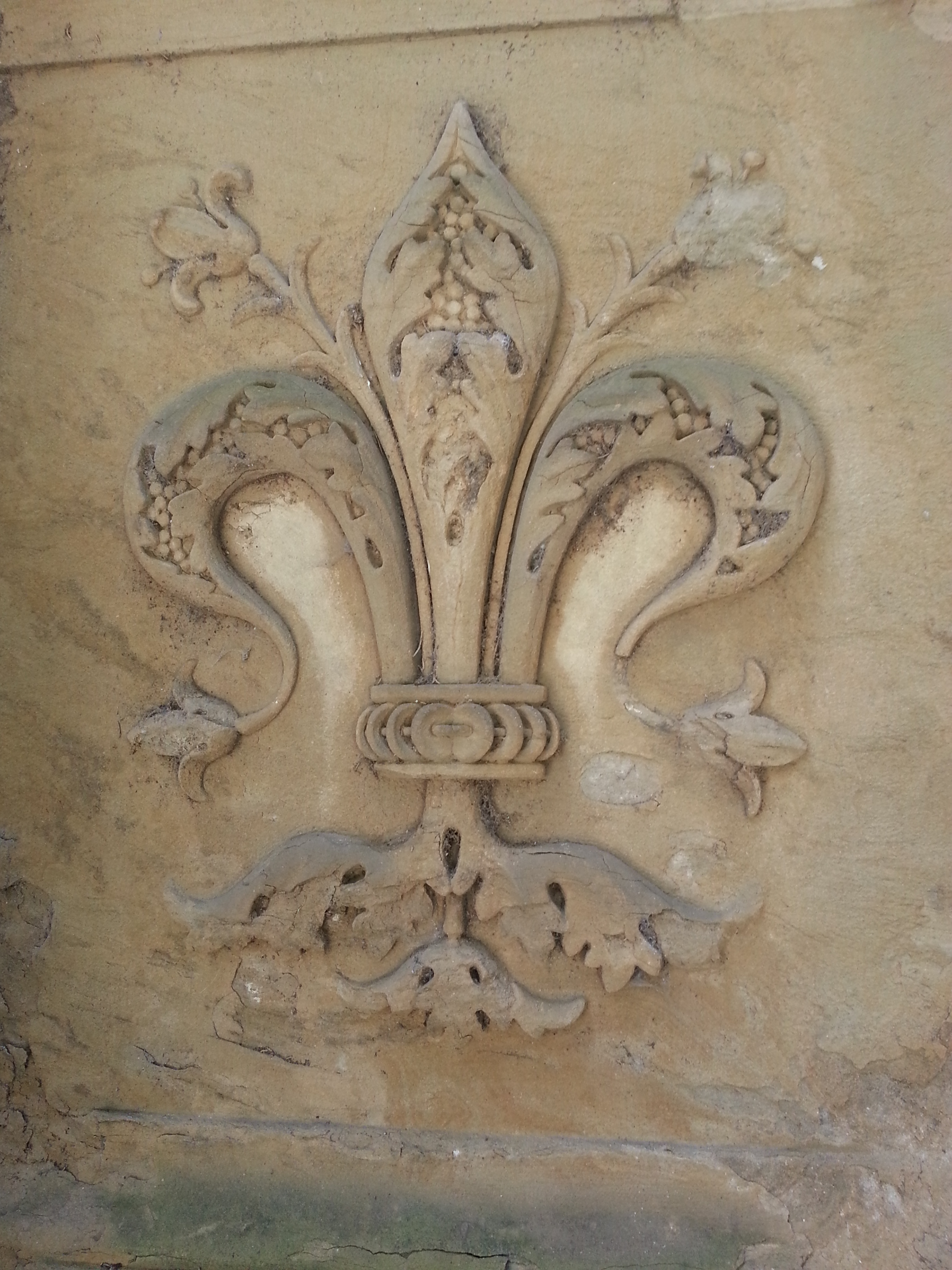
Lis florentin, dans le cimetière de la basilique.

### Chapelle Della Pura
La chapelle Della Pura est aujourd'hui accessible depuis cette petite enceinte et est utilisée comme un lieu uniquement destiné au culte lorsque la basilique est ouverte aux visites touristiques. La chapelle remonte à 1474, date à laquelle elle fut reconstruite par les Ricasoli pour abriter une image considérée comme miraculeuse, la Vierge à l'Enfant et Sainte Catherine, une œuvre du XIVe siècle autrefois peinte à fresque dans l'arche sépulcrale des Della Luna. Depuis lors, elle est située dans la chapelle, dans un élégant temple en marbre. L'aspect actuel de la chapelle est cependant néoclassique, après la restructuration du XIXe siècle par Gaetano Baccani, qui a en partie conservé les colonnes originelles de la période de la Renaissance, en ajoutant d'autres symétriquement et quelques lésènes en stuc, ce qui a créé deux tribunes à l'intérieur des deux extrémités.
Sur l'autel, le crucifix en bois est celui vénéré par la bienheureuse Villana delle Botti. Il est composé d'une Croix en cèdre du Liban, avec les quatre-feuilles peints de scènes de la Vie du Christ : cette partie la plus ancienne a été restaurée en 1980 et s'est avérée être un précieux artéfact anglais du XIIIe siècle. Le Christ en bois sculpté, quant à lui, est plus tardif et selon certaines sources il serait l'œuvre d'un Florentin influencé par l'art rhénan vers 1320-1340.

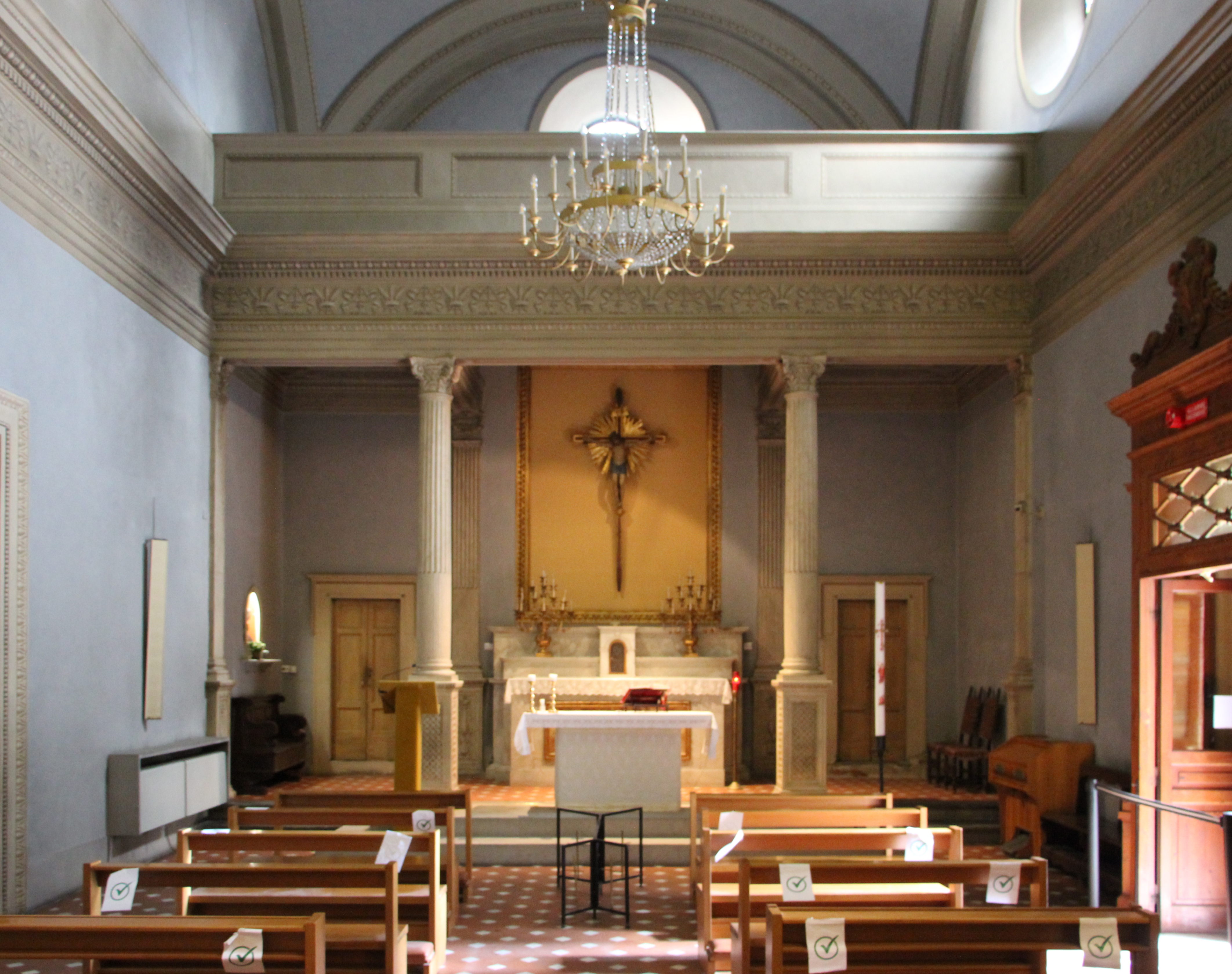
Chapelle Della Pura.
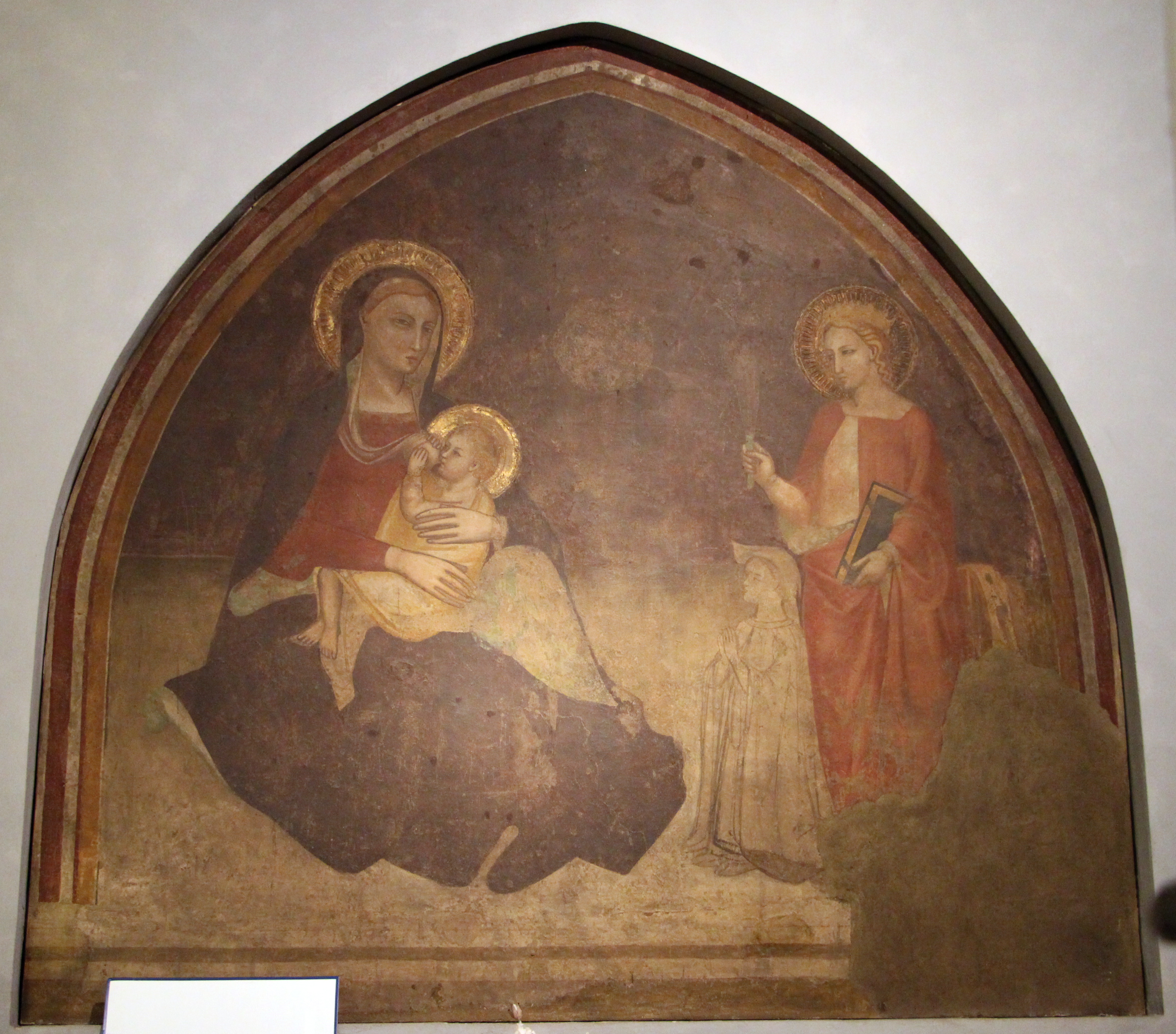
Lunette du XIVe siècle de la chapelle Della Pura.

## Campanile

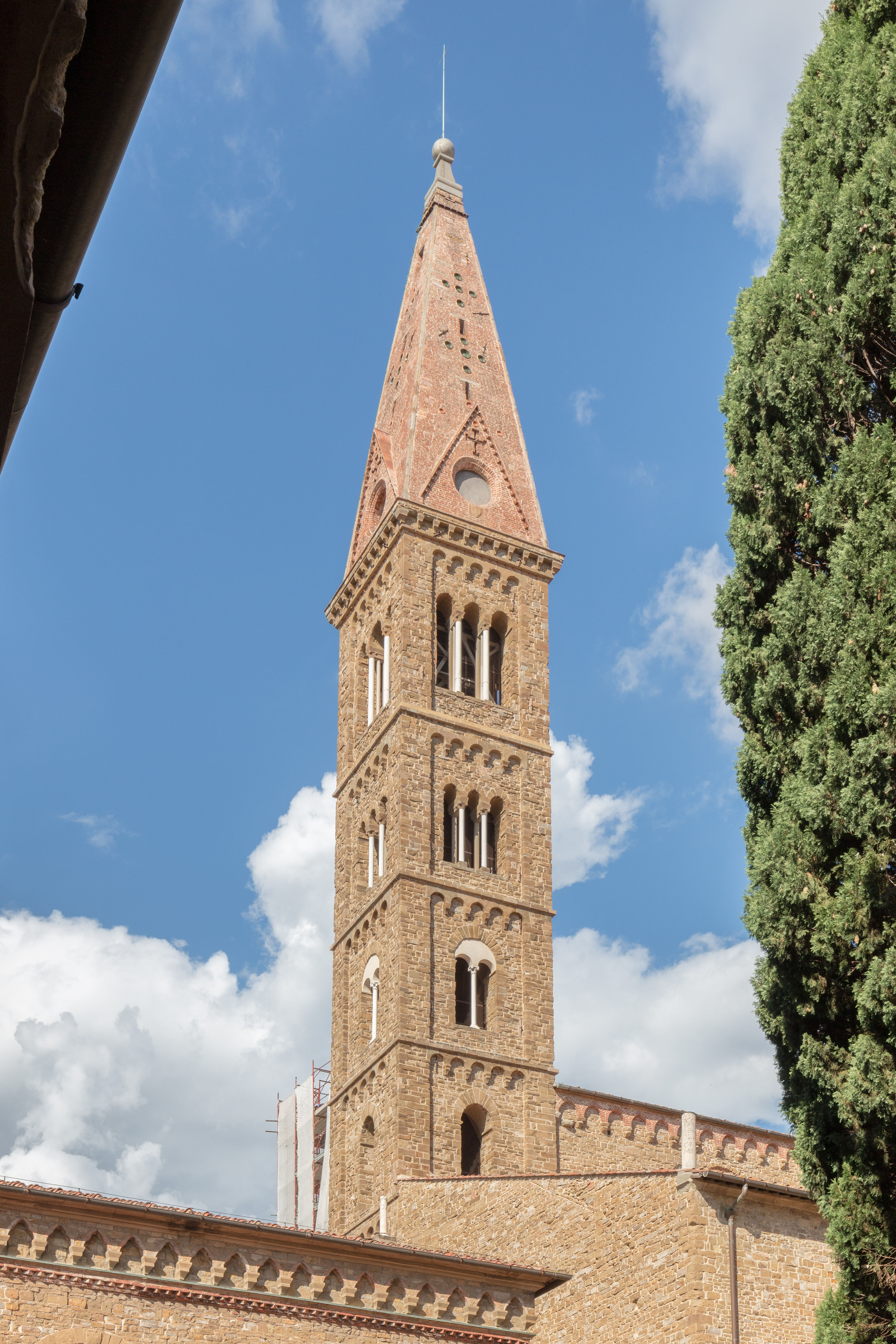
Clocher

Le campanile est bien visible depuis la piazza della Stazione. Il a été construit entre 1332 et 1333 par Jacopo Talenti, en utilisant les fondations plus anciennes du milieu du XIIIe siècle. Le style est typiquement roman, avec des fenêtres rondes à trois lumières (trifora) et des bandes lombardes, même si le toit en flèche très pentu est un élément gothique. Il atteint une hauteur de plus de 68 mètres. À l'intérieur, il abrite 5 cloches fondues en 1764 par le fondeur florentin Alessandro Tognozzi Moreni (à l'exception de la petite qui est l'œuvre du fondeur pistoien Rafanelli).

## Couvent

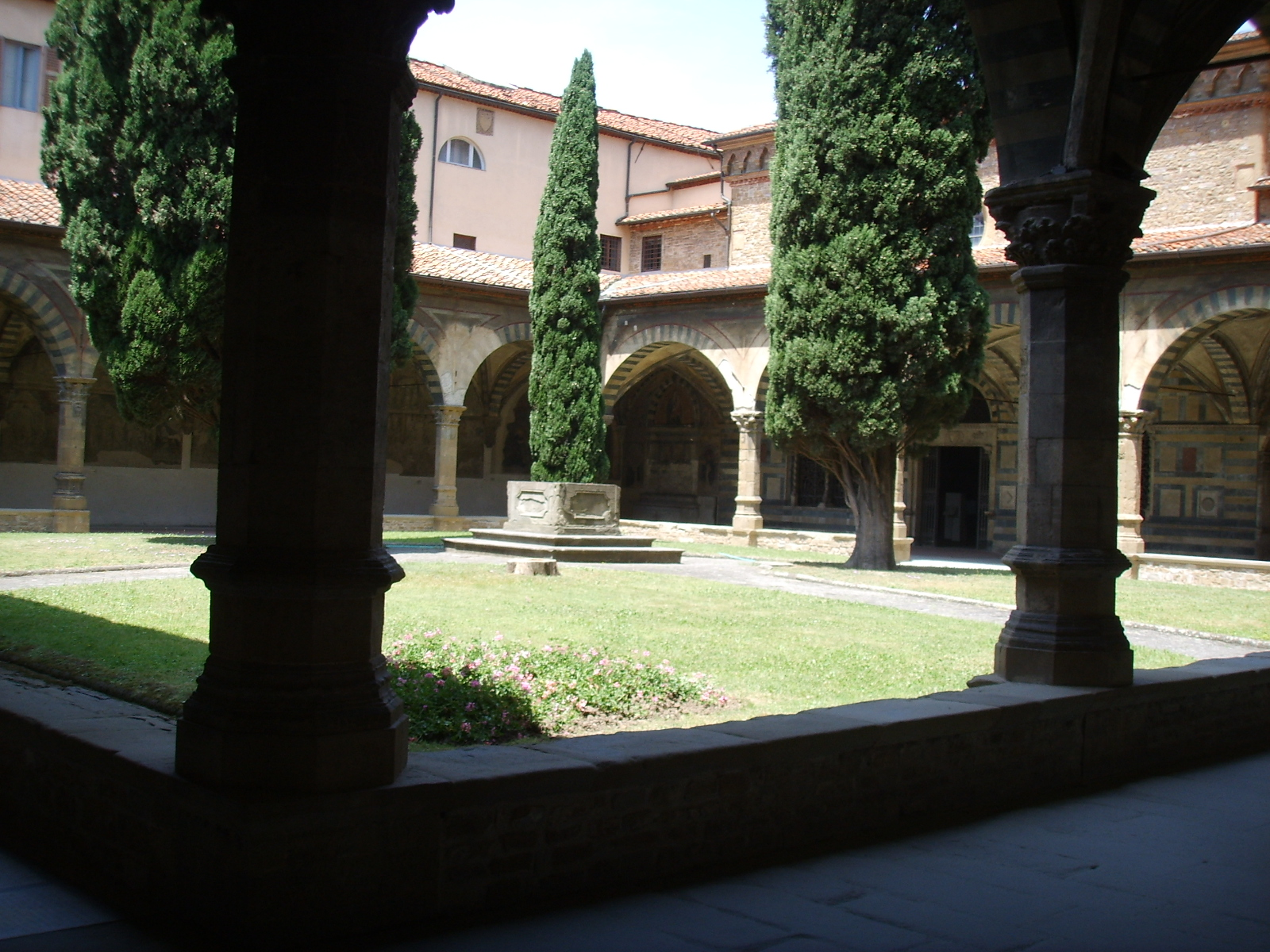
Le Chiostro Verde.

Les bâtiments du couvent sont accolés à l'église, avec trois cloîtres monumentaux. Le Chiostro Verde, la chapelle des Espagnols et le réfectoire font maintenant partie du musée de Santa Maria Novella. Dans la chapelle intérieure du couvent, se trouve l'intéressant tableau des Effigies dominicaines, œuvre d'un maître anonyme de la première moitié du XIVe siècle.

### Chiostro Verde

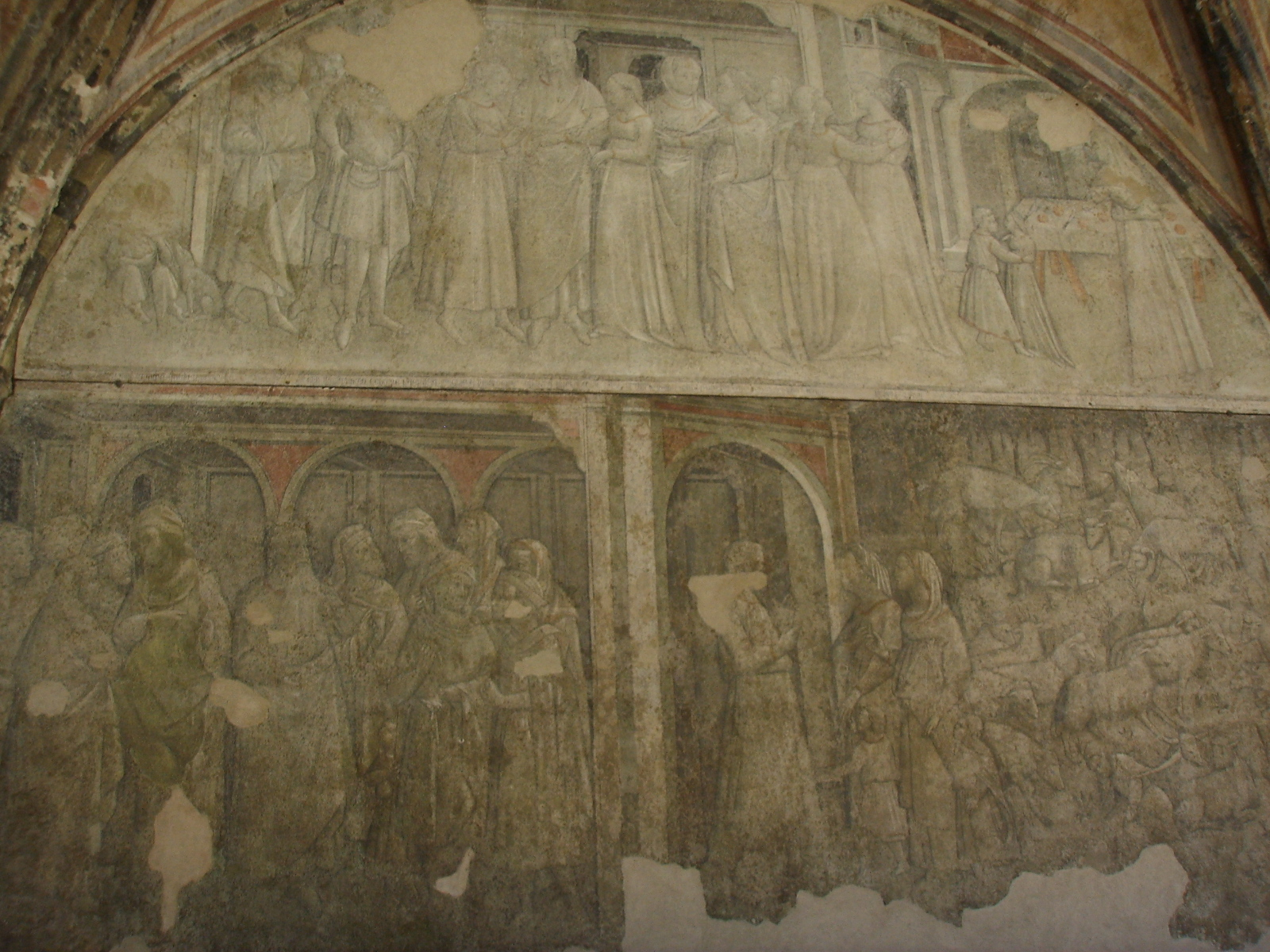
Fresque d'Uccello.

Le Chiostro Verde (partie du musée) a été construit après 1350 par Fra' Jacopo Talenti. Les fresques de Paolo Uccello et son entourage « a terra verde », réalisées dans la première moitié du XVe siècle lui donnent son nom. Sur trois murs, figurent les Histoires de la Genèse : celles du côté est ont une valeur artistique particulière, avec les scènes du L'Arche de Noé et de L'Ivresse de Noé, avec une utilisation non naturelle de la perspective et de la couleur ; d'autres artistes ont réalisé de 1440 à 1450, celles du côté sud, Histoires d'Abraham, et du côté ouest, Histoires de Jacob. Restauré en 1859, le cloître a été endommagé et partiellement restauré après les inondations de Florence de 1966. 

### Chapelle des Espagnols

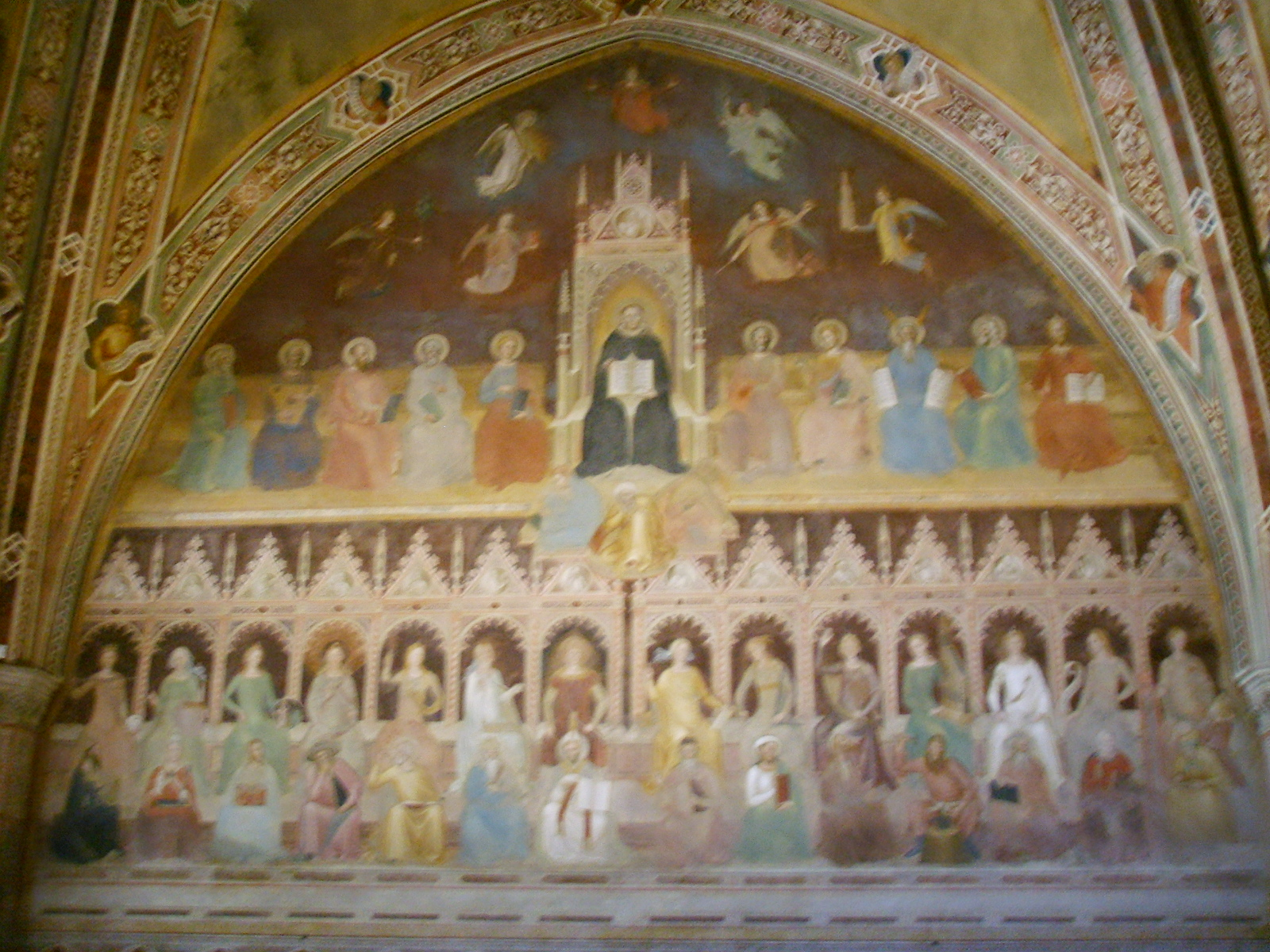
Fresques de la Cappellone degli Spagnoli.

Sur le côté nord du cloître vert se trouve la salle capitulaire ou Chapelle des Espagnols (Cappellone degli Spagnoli), également de Fra' Talenti (1343-1345), entièrement décorée de fresques par Andrea di Bonaiuto, dit Andrea de Florence, et ses aides, vers 1367-1369 ; le cycle, en excellent état grâce à d'importants travaux de restauration, dépeint le rôle des dominicains dans la lutte contre l'hérésie dans diverses scènes. Le sujet en aurait été donné par le prieur Jacopo Passavanti. La grande fresque sur le mur droit met en scène l'allégorie de l'Église Triomphante et de l'ordre dominicain (domine cane, les chiens du seigneur surveillant le troupeau de brebis) avec quelques scènes, iconographiquement proches des peintures sur le thème de la chasse, avec des chiens de chasse.       
En 1566, le grand-duc Cosme Ier de Toscane, à la demande de son épouse Éléonore de Tolède, attribua la salle aux fonctions religieuses des Espagnols (dont elle tient son nom), qui la fréquentèrent au XVIe siècle.   

### Réfectoire

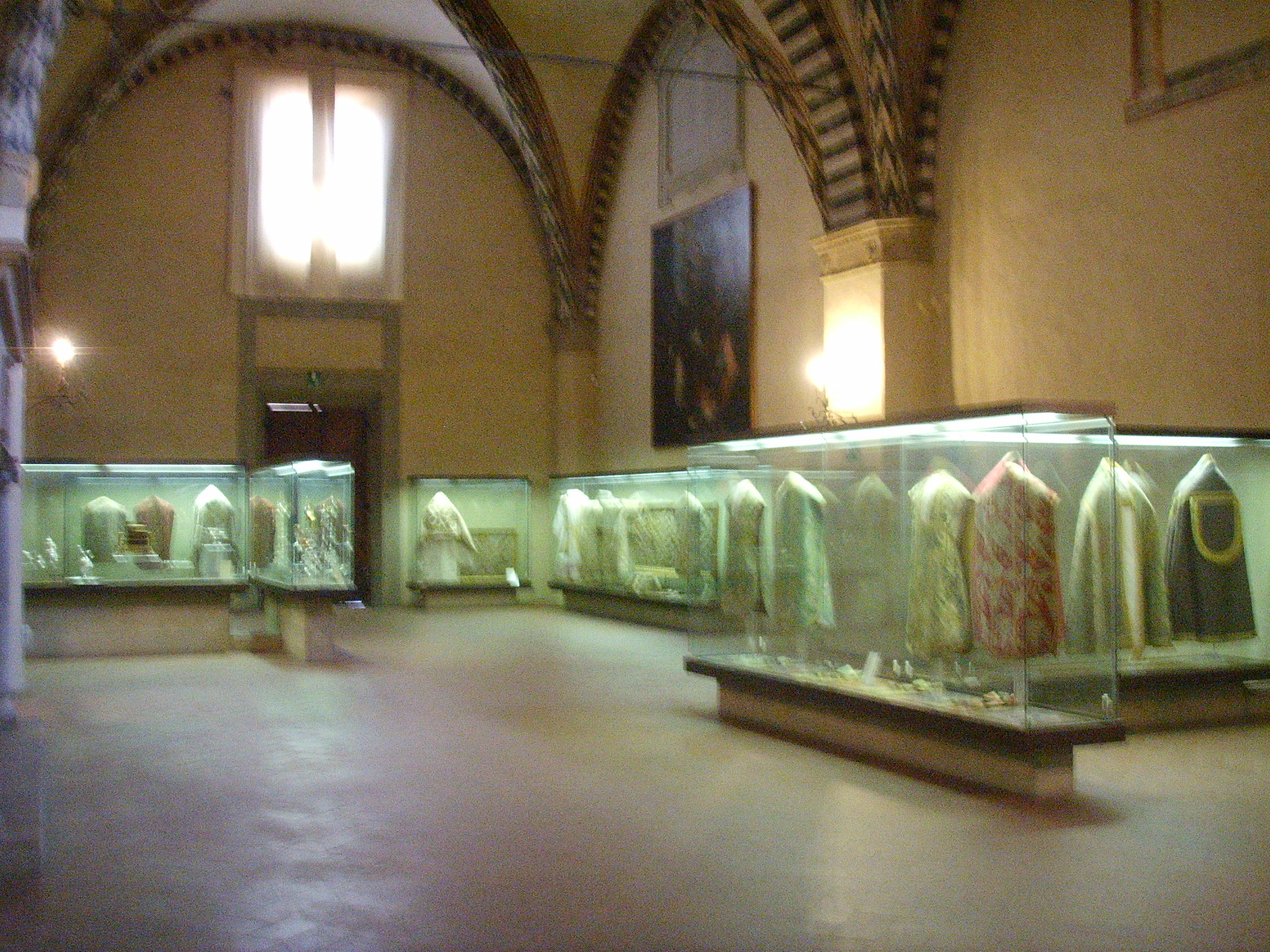
Vue du réfectoire.

Le passage appelé delle quattro porte (« des quatre portes ») car il a une porte de chaque côté, permet de rejoindre le Chiostro Verde, le Grand Cloître, les étages supérieurs et l'anti-réfectoire.
L'anti-réfectoire a un plan presque carré et présente une architecture du XIVe siècle. Diverses œuvres d'art y sont conservées : une sinopia des fresques de Paolo Uccello, 35 figures de Prophètes de l'atelier d'Orcagna, autrefois insérées le long des piliers de la chapelle Tornabuoni, le polyptyque de Bernardo Daddi, anciennement dans la chapelle des Espagnols, et divers objets précieux contenus dans des vitrines, tels que des bustes reliquaires des écoles siennoises du XIVe siècle (dont celui de sainte Ursule de Cologne et d'une de ses vierges compagnes) et le Paliotto dell'Assunta, un tissu précieux brodé en velours de brocart sur fond de toile d'or, avec quatorze Histoires de la Vierge, réalisées peut-être sur un dessin de Paolo Schiavo (1446-1466).
La salle suivante est le réfectoire actuel, construit avec quatre travées de croisées d'ogives par Jacopo Talenti vers 1353. La présence de la fresque de la Vierge intronisée et des saints dominicains par un élève d'Agnolo Gaddi entourée de personnages de style maniériste sans équivoque (Miracles de l'Exode), une œuvre d'Alessandro Allori de 1597, semble curieuse : Allori avait en fait peint la fresque comme cadre pour l'un de ses tableaux avec la Cène (1584) exposée sur le mur voisin, qui avait recouvert la fresque du XIVe siècle tout en la préservant. Sont encore conservées deux toiles avec les Miracles de saint Dominique de Ranieri Del Pace de 1716 et, dans les vitrines, des vêtements sacrés, des robes liturgiques, des orfèvreries sacrées et des reliquaires, parmi lesquels les bustes des saintes Anastasia et Madeleine de l'atelier du Lucquois Matteo Civitali. Le Défilé de saint Dominique (1859-1860), dont une petite partie est exposée ici, est une énorme quantité de tissu blanc brodé utilisé pour couvrir les murs intérieurs de l'église pour la fête du saint, le 8 août.

### Cloître des Morts

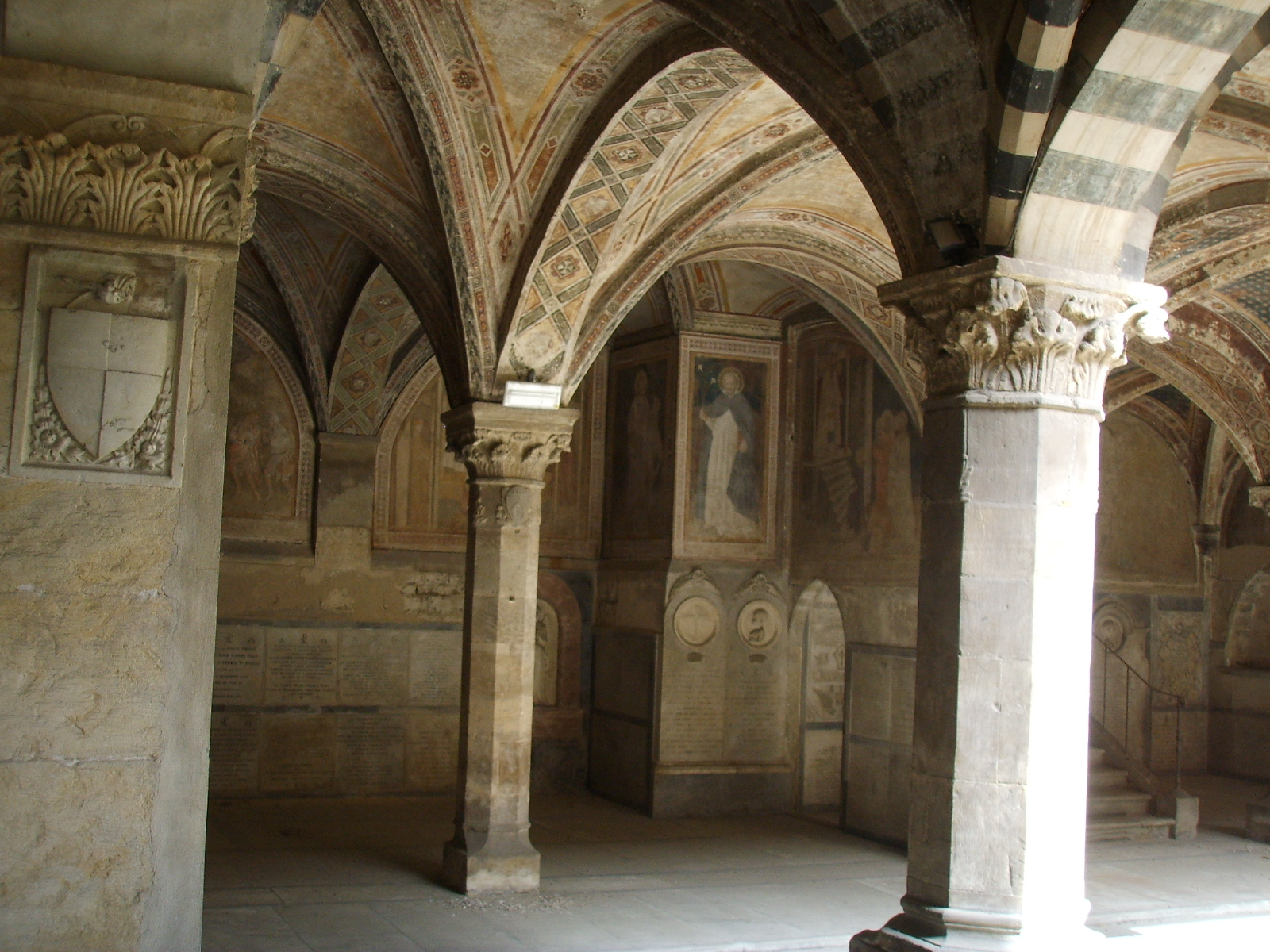
Cloître des Morts.

Le cloître des Morts (Chiostro dei Morti), ancien cimetière déjà construit vers 1270 par les Dominicains en réutilisant probablement un ancien cloître des chanoines dont on sait qu'il existait en 1179, fut remanié à sa taille actuelle en 1337-1350. Fermé au public pendant de nombreuses années, il est ouvert à la visite depuis 2012. Sur deux côtés, il présente des arcs à croisées d'ogive abaissés sur des piliers octogonaux (typiquement du XIVe siècle) surmontés d'une galerie, soutenue par des corbeaux très saillants, qui mène de l'ancien dortoir à la sacristie de l'église. Une partie des locaux de l'ancien dortoir des frères abrite aujourd'hui la bibliothèque dominicaine de Santa Maria Novella Jacopo Passavanti, régulièrement ouverte aux chercheurs, riche de plus de 40 000 volumes (y compris des incunables du XVIe siècle, des éditions anciennes et modernes, des magazines) et le siège actuel de la revue Scientifique Memorie Domenicane (Mémoires dominicaines) fondée par les pères dominicains en 1884 sous le nom de Il Rosario. Quatre fenêtres des salles de la bibliothèque donnent sur le cloître.
Deux murs de la chapelle funéraire de la famille Strozzi, la chapelle de l'Annonciation, sont décorés de fresques avec la Nativité et la Crucifixion, fresques attribuées à Andrea Orcagna ou à son école ; un troisième mur présentait l'Annonciation, mais fut démoli à la fin du XIXe siècle. Ces fresques, comme presque toutes celles de l'église et du couvent, ont été détachées et restaurées dans les années 1950 et une seconde fois dans les années 1960, à la suite des dégâts causés par l'inondation de Florence en 1966.
La chapelle sainte Anne (Cappella di Sant'Anna) expose l'Histoire de sainte Anne et de Marie et des fresques du cercle de Nardo di Cione (1345-1355) ; la chapelle saint Paul (Cappella di San Paolo), la Crucifixion et Saint Dominique, fresques de l'école d'Andrea Orcagna.

### Grand Cloître

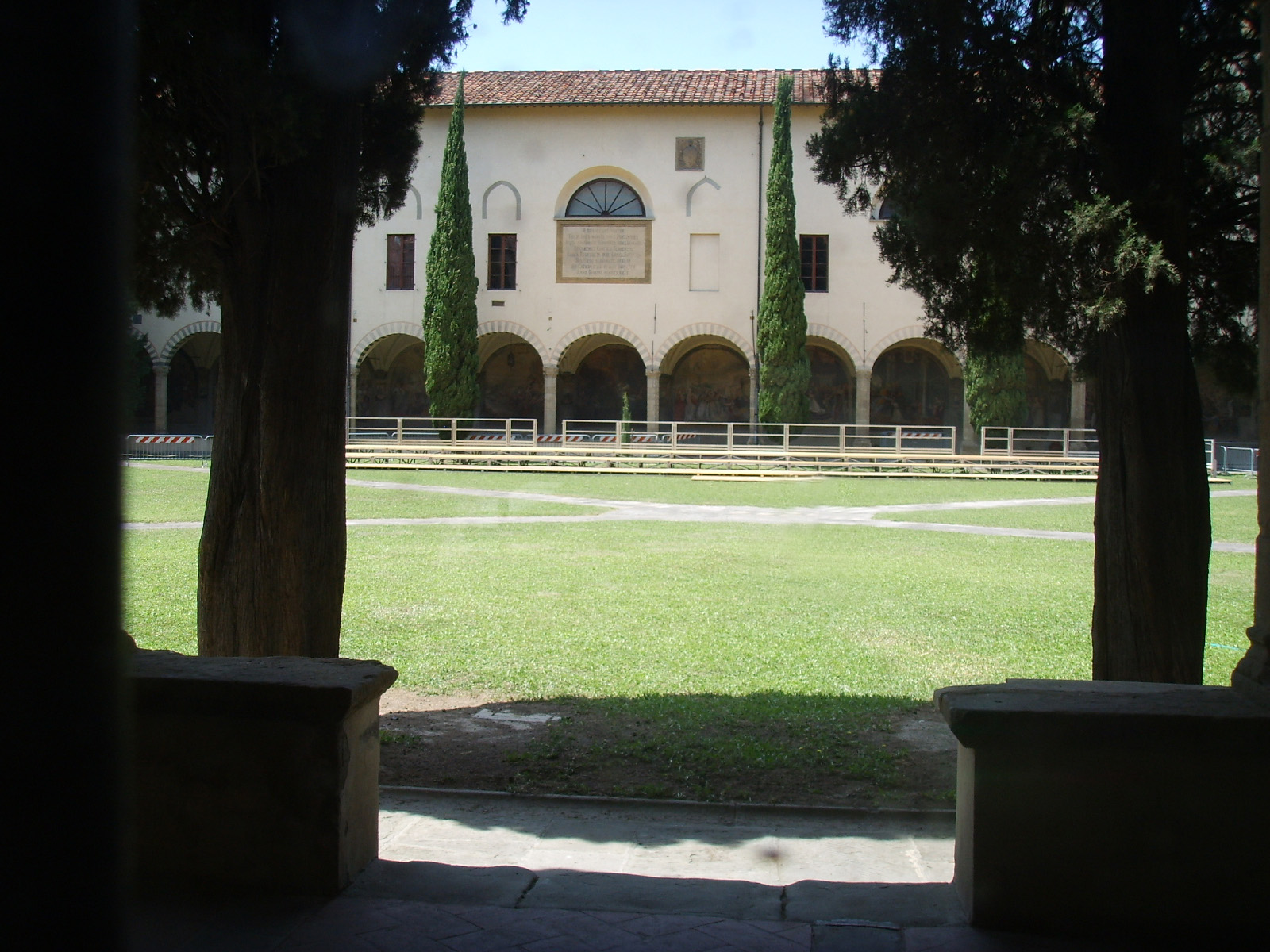
Le Grand Cloître.

Le Grand Cloître (Chiostro Grande), le plus grand de la ville, construit entre 1562 et 1592 par l'architecte Giulio Parigi sur commande d'Éléonore de Tolède, est décoré de fresques par des artistes florentins des XVIe et XVIIe siècles (Bernardino Poccetti, Santi di Tito, Lodovico Cigoli, Alessandro Allori, entre autres) avec des Histoires du Christ et des saints dominicains ; c'est aujourd'hui le siège de l'école des maréchaux et des brigadiers des carabiniers. On y trouve l'ancienne bibliothèque, les anciens appartements pontificaux, dont il ne reste que la chapelle des Papes, et l'ancien dortoir majestueux, aux trois longues nefs soutenues par des piliers monolithiques.

### Chapelle des papes
Au premier étage du grand cloître se trouvaient les appartements utilisés par les papes en visite à Florence. Eugène IV, par exemple, y résida pendant le concile de Bâle-Ferrare-Florence-Rome. C'est sous l'impulsion de Léon X que fut créée la seule salle subsistante du complexe pontifical, la chapelle des Papes, décorée de fresques par Ridolfo del Ghirlandaio (Assomption de la Vierge) et par le jeune Pontormo (1515), qui créa une figure éloquente de Véronique qui dresse son drap avec la Sainte Face, avec une composition et une utilisation de la couleur déjà typiquement maniéristes. Le plafond est peint de motifs grotesques très originaux sur fond sombre, avec neuf tableaux représentant des anges, divers personnages et les armoiries des Médicis.

### Autres
Du côté sud du cloître, l'ancien atelier de parfumerie et pharmaceutique, l'Officina profumo-farmaceutica di Santa Maria Novella ou « Pharmacie de Santa Maria Novella », existe encore aujourd'hui, à laquelle on peut désormais accéder depuis via della Scala. C'est la plus ancienne pharmacie d'Europe, ouverte sans interruption depuis le XVIIe siècle.
Le cloître mène également au gymnase de la Fiorentina Libertas, une association fondée en 1877, qui à partir de 1880 a utilisé l'ancien réfectoire du couvent comme espace pour ses gymnastes.

## Confréries
De nombreuses confréries se sont regroupées au fil du temps dans la grande basilique et ses annexes. Parmi les plus importants figuraient :
- Compagnia di Sant'Anna dei Palafrenieri
- Compagnia dei Caponi
- Compagnia di San Benedetto Nero
- Compagnia di San Benedetto Bianco
- Compagnia del Nocentino
- Compagnia del Bechella
- Compagnia dell'Arcangelo Raffaello o della Natività della Scala
- Compagnia della Pura

## Œuvres exécutées pour l'église et le couvent (ordre chronologique)
- Giotto - Crucifix sur panneau, probablement un travail ancien, documenté existant en 1312 sur l'envers de la façade et maintenant situé au centre de la nef principale.
- Tino di Camaino - Tombeau de l'évêque de Fiesole.
- Nardo di Cione - fresque du Jugement dernier (mur du fond), Paradis (mur gauche), Enfer (mur droit) et dessin du vitrail, transept gauche de la chapelle Strozzi. Les fresques de la chapelle Sainte-Anne et de celle de la chapelle Saint-Paul dans le cloître des morts lui font également référence (ou à l'atelier), vers 1360.
- Bernardo Daddi - polyptyque avec la Vierge en majesté avec l'Enfant et les saints (1344) dans la chapelle du Saint-Sacrement qui s'ouvrait dans la salle capitulaire, aujourd'hui chapelle des Espagnols.
- Andrea Orcagna - Pala Strozzi (signé et daté 1357), polyptyque avec la Vision de saint Thomas sur l'autel de la chapelle Strozzi ; restes de fresques sous celles de Domenico Ghirlandaio dans la voûte de la chapelle principale. Les fresques de la chapelle funéraire des Strozzi dans le cloître des Morts, avec la Crucifixion sur le mur ouest et la Nativité sur le mur sud sont également attribuées à l'artiste ou à son école.
- Andrea Bonaiuti - fresques (vers 1365) de la chapelle des Espagnols.
- Nino Pisano - Vierge à l'Enfant, Chapelle Rucellai.
- Filippo Brunelleschi - Crucifix en bois sur l'autel de la chapelle Gondi (entre 1410 et 1425).
- Lorenzo Ghiberti - dalle sépulcrale de Fra' Leonardo Dati (1425-1427).
- Masaccio - La Trinité (vers 1427), dans la troisième chapelle de l'aile gauche.
- Paolo Uccello - fresques avec les Histoires de la Genèse dans le Chiostro Verde (sur le côté oriental les fresques de la première travée (vers 1425), avec La Création des animaux, La Création d'Adam, Le Paradis terrestre, La Création d'Ève, Le Péché originel, sont attribuables au peintre, ainsi que celles de la quatrième travée (vers le milieu du siècle), avec Le Déluge universel et la décrue des eaux, La Sortie de l'arche, Le Sacrifice de Noé, L'Ivresse de Noé. Les fresques des deuxième et troisième travées sont attribuables à un peintre de son entourage (Dello di Niccolò Delli ou Francesco d'Antonio), tandis que celles des cinquième et sixième travées sont aujourd'hui presque entièrement perdues.
- Bernardo Rossellino et Desiderio da Settignano - Monument à la bienheureuse Villana delle Botti (1451), dans la nef droite.
- Baccio d'Agnolo - chœeur et pupitre en bois (maintenant dans la chapelle principale), remodelés par Vasari.
- Domenico Ghirlandaio - fresques de la chapelle principale, commandées par Giovanni Tornabuoni (1485-1490) sur les murs (Histoires de Marie sur le mur de gauche, Histoires de saint Jean Baptiste sur le mur de droite, Saint Dominique brûle les livres hérétiques, Mort de saint Pierre martyre, Annonciation et Vision de saint Jean dans le désert avec les commanditaires sur le mur du fond) et sur la voûte (Évangélistes).
- Filippino Lippi - fresques de la chapelle Filippo Strozzi (1497-1502) : la voûte représente Adam, Noé, Abraham et Jacob ; sur le mur de droite, Saint Philippe apôtre fait sortir un monstre du dessous du temple de Mars à Gerapoli et Le Crucifiement de saint Philippe dans la lunette ; sur le mur de gauche Saint Jean Évangéliste ressuscite Drusiana et Le Martyre du saint dans la lunette ; mur du fond avec décoration architecturale et figures en clair-obscur. Carton pour les vitraux de la chapelle, avec Vierge à l'Enfant et saints Jean et Philippe.
- Benedetto da Majano - Tombeau de Filippo Strozzi (1491-1493) avec tondo avec une Vierge à l'Enfant soutenu par quatre anges et sarcophage de basalte. Le buste est aujourd'hui au musée du Louvre.
- Ridolfo del Ghirlandaio - fresques de la chapelle des Papes (lunette de 1515 avec l'Assomption de la Vierge et décoration de la voûte).
- Pontormo - fresques de la chapelle des Papes (lunette de 1515 avec Véronique, panneaux dans la voûte).
- Giorgio Vasari - Madone du Rosaire (1568).
- Bronzino - Miracle de Jésus.
- Jean Bologne - Crucifix en bronze sur le maître-autel.
- Alessandro Allori - La Cène au réfectoire (1592).
- Principaux artistes ayant peint le Grand Cloître (1580-1585) : Alessandro Allori, Santi di Tito, Bernardino Poccetti, Ludovico Cigoli, Ludovico Buti, Cosimo Gamberucci, Benedetto Veli, Lorenzo Sciorina, Giovanni Maria Butteri, Mauro Soderini.

## Œuvres autrefois dans la basilique
- Duccio di Buoninsegna, Madone Rucellai (1285), aujourd'hui au musée des Offices.
- Agnolo Gaddi, Vierge en majesté avec l'Enfant et les saints, maintenant à la Galerie nationale de Parme.
- Giovanni del Biondo, Polyptyque avec l'Annonciation et les Saints (c. 1380-1385), maintenant à la Galleria dell'Accademia de Florence.
- Sandro Botticelli, L'Adoration des mages (vers 1475), aujourd'hui au musée des Offices.
- Domenico Ghirlandaio, Pala Tornabuoni, démembré et dispersé dans plusieurs musées.